# Architettura neogotica

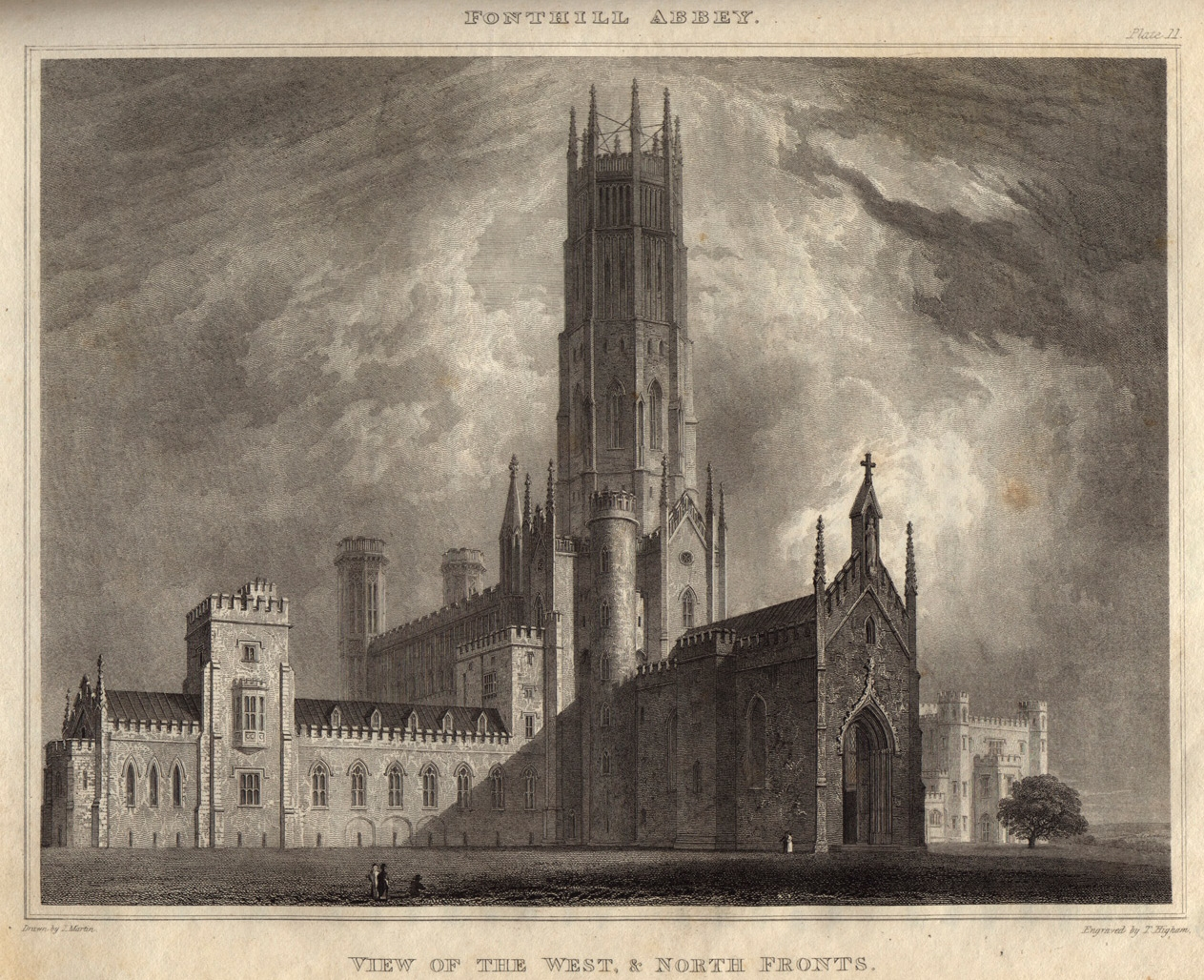
La casa-abbazia di Fonthill

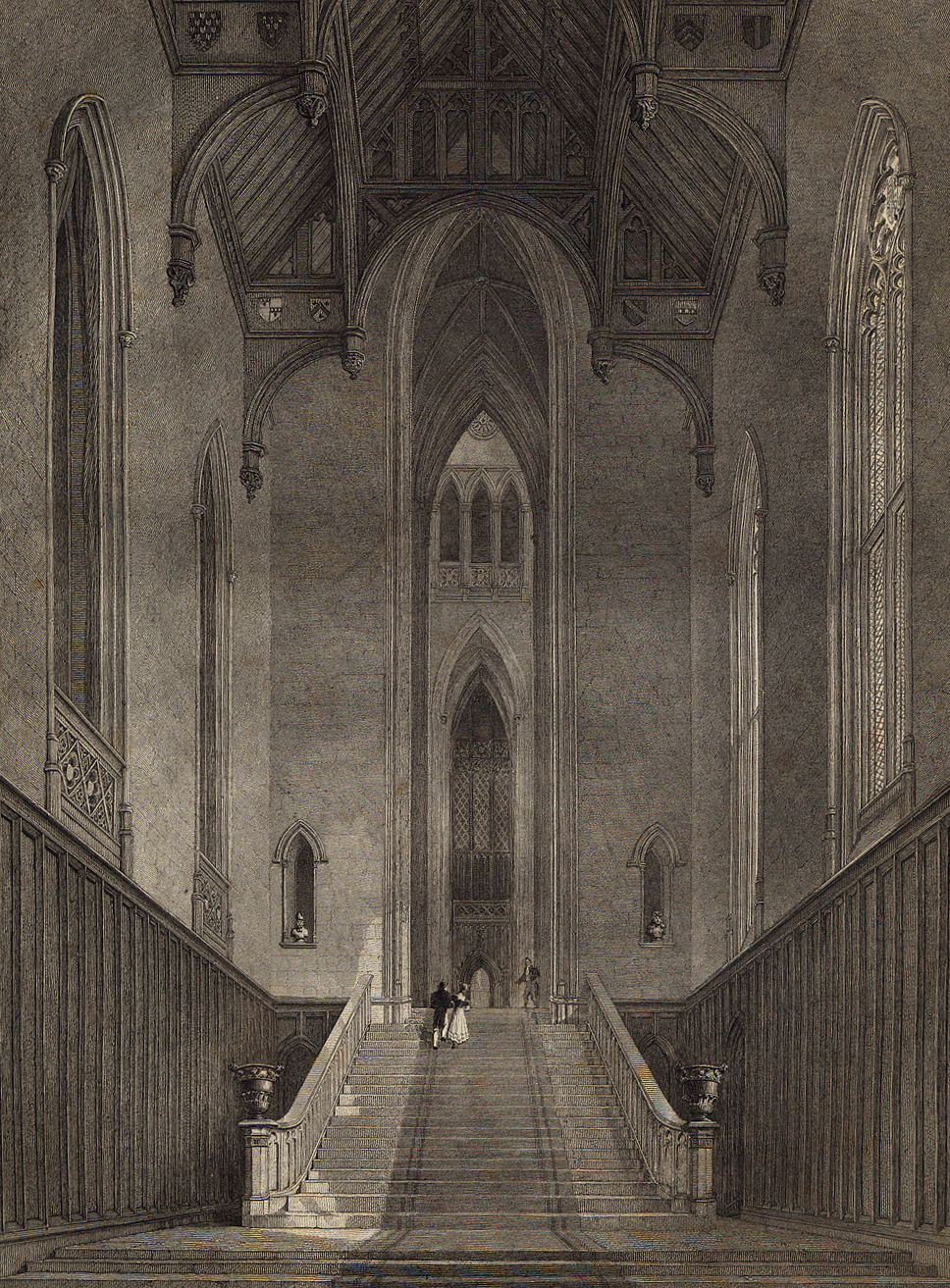
Fonthill all'interno

L'architettura neogotica è la tendenza a riportare in vita lo stile architettonico gotico che si manifestò principalmente nel XVIII e XIX secolo. Il neogotico si affermò prevalentemente in Europa e in America, sviluppandosi accanto ad altre correnti come il neoclassicismo.

## Antefatti
L'architettura del medioevo gotico, in Germania e Francia, aveva continuato ad avere un'influenza sino ai primi anni del Seicento; da quel momento, nel continente europeo, era praticamente tramontata. Solo in Inghilterra essa continuava ad esercitare una sua tradizione continuativa. Nella seconda parte del XVI secolo e per tutto il XVII secolo, il clima politico favoriva i numerosi tentativi di creare nuovi ordini nazionali basati sui modelli antichi. Nel XVIII secolo, l'intero movimento per la ricerca di ordini nuovi «si spostò nell'ambito dell'architettura non-classica; così vennero messi in circolazione persino ordini gotici e cinesi».
I puristi, diversamente, tornarono alla natura e non soltanto idealmente. Così nel 1776 Charles Ribart de Chamoust presentò al re Luigi XVI di Francia il suo L’Ordre François trouvé dans la Nature. Nel suo saggio, Ribart propose un "modo di costruire primitivo", che fu certamente influenzato dalle teorie di Rousseau e di Laugier. In base al suo racconto, l'ordine "quasi" non è di sua invenzione, infatti a lui sarebbe capitato di imbattersi in una cosa che è "implicita nella natura". Ma l'ordine è anche "nazionale". Quest'ultimo vocabolo era relativamente nuovo e, con l'intensificarsi della cultura eclettica nella seconda metà del Settecento, il concetto di "nazionale" andò via via assumendo il significato di "non-classico". "L'architettura nazionale", nel contempo, cominciò a connotarsi come architettura autoctona, spontanea, naturale, contrapposta a quella straniera, importata, bizzarra. La teoria dell'origine naturale del gotico fu adottata più tardi anche dal geologo scozzese Sir James Hall, il quale affermava che «certe forme rustiche, che si discostano di molto dall'originale greco, potevano aver suggerito le forme gotiche».
Questa teoria fu respinta dal filosofo tedesco Friedrich Schlegel, secondo il quale «l'architettura gotica si sviluppa da quella paleocristiana e romanica per opera dello spirito gotico».

## Romanticismo e architettura
Il neogotico è l'espressione diretta della cultura romantica che si diffuse in Europa a partire dalla fine del Settecento in contrapposizione all'Illuminismo. L'affermazione del sentimento in antitesi alla ragione e l'esaltazione, da parte del movimento tedesco Sturm und Drang, della libertà del genio, indusse i romantici al rifiuto delle regole e dei modelli classici. Dapprima il neogotico si sviluppò in letteratura, per poi affermarsi anche in campo architettonico.
La conseguente riscoperta del Medioevo, inteso come periodo di intensa spiritualità e di battaglie per l'affermazione dei popoli, portò ad una rivalutazione dell'architettura gotica, termine che fino ad allora aveva implicato un significato negativo, quello cioè di arte dei barbari. In Inghilterra, caso unico in Europa, l'architettura medioevale aveva continuato a svolgere la propria influenza nei secoli, superando persino le contaminazioni palladiane introdotte da Inigo Jones a partire dal Seicento; ad esempio Christopher Wren non aveva esitato a collocare robusti archi rampanti lungo la navata della cattedrale di San Paolo, a Londra, iniziata nella seconda metà del XVII secolo. Quindi, fu proprio oltremanica che l'architettura neogotica trovò l'humus culturale dal quale trarre vigore.

## Neogotico inglese

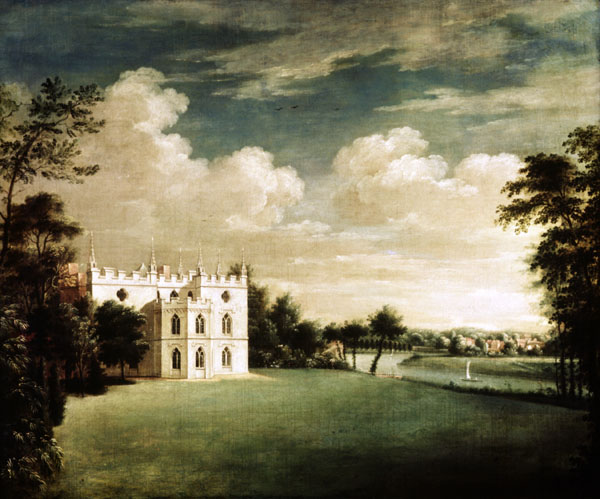
La villa di Strawberry Hill in una tela di Johann Heinrich Müntz (1755-59)

### Le origini
Verso la metà del XVIII secolo, i romantici avevano invertito il giudizio negativo della critica dell'Illuminismo, lanciando la moda del medievalismo. Questa raffigurazione, in reazione ad un mondo dominato dal razionalismo illuminista, in cui le emozioni erano determinate dalla ragione, aveva manifestato una visione romantica del Medioevo come un'età dell'oro della cavalleria.
Il Medioevo veniva visto con nostalgia romantica, come un periodo di armonia sociale e ambientale e di ispirazione spirituale, in contrasto con gli eccessi della Rivoluzione francese e, soprattutto, con gli sconvolgimenti ambientali e sociali e per l'utilitarismo sterile, creati dalla emergente rivoluzione industriale.
Il termine "gotico" per un lungo periodo era stato equiparato alla parola "vandalo" (in senso dispregiativo) fino a quando lo scrittore inglese Horace Walpole non aveva avviato il Gothic Revival nelle arti. Il suo primo merito fu quello di aver acclimatato il neogotico nel palazzo signorile inglese. La fama della sua villa di campagna, a Strawberry Hill, presso Londra, si diffuse in tutta Europa presso i seguaci dell'arte nuova, cioè romantica. La villa è frutto di un ampliamento, realizzato nel 1750, di una struttura originaria con l'aggiunta di elementi della tradizione gotica, come la torre merlata e le volte a ventaglio con modanature dorate e specchi retrostanti, realizzate all'interno. Altro aspetto interessante della villa è quello relativo all'arredamento, fortemente goticizzante nel disegno delle varie decorazioni, ma assai distante dall'autentico stile medioevale. L'impiego delle forme gotiche che si trovano nella villa di Walpole, è molto più vicina, con la sua ingenuità scherzosa, allo stile dei mobili Chippendale ed in genere alle cineserie del rococò.
Tuttavia, l'eco di Strawberry Hill si diffuse in tutta Europa, portando ad una rapida affermazione del neogotico anche in altri paesi, come la Francia e la Germania. Nel tempo, Strawberry Hill aveva acquistato un significato associativo e sentimentale: Walpole infatti, aveva voluto fissare gli stati d'animo presenti nel suo romanzo The Castle of Otranto, del 1764.

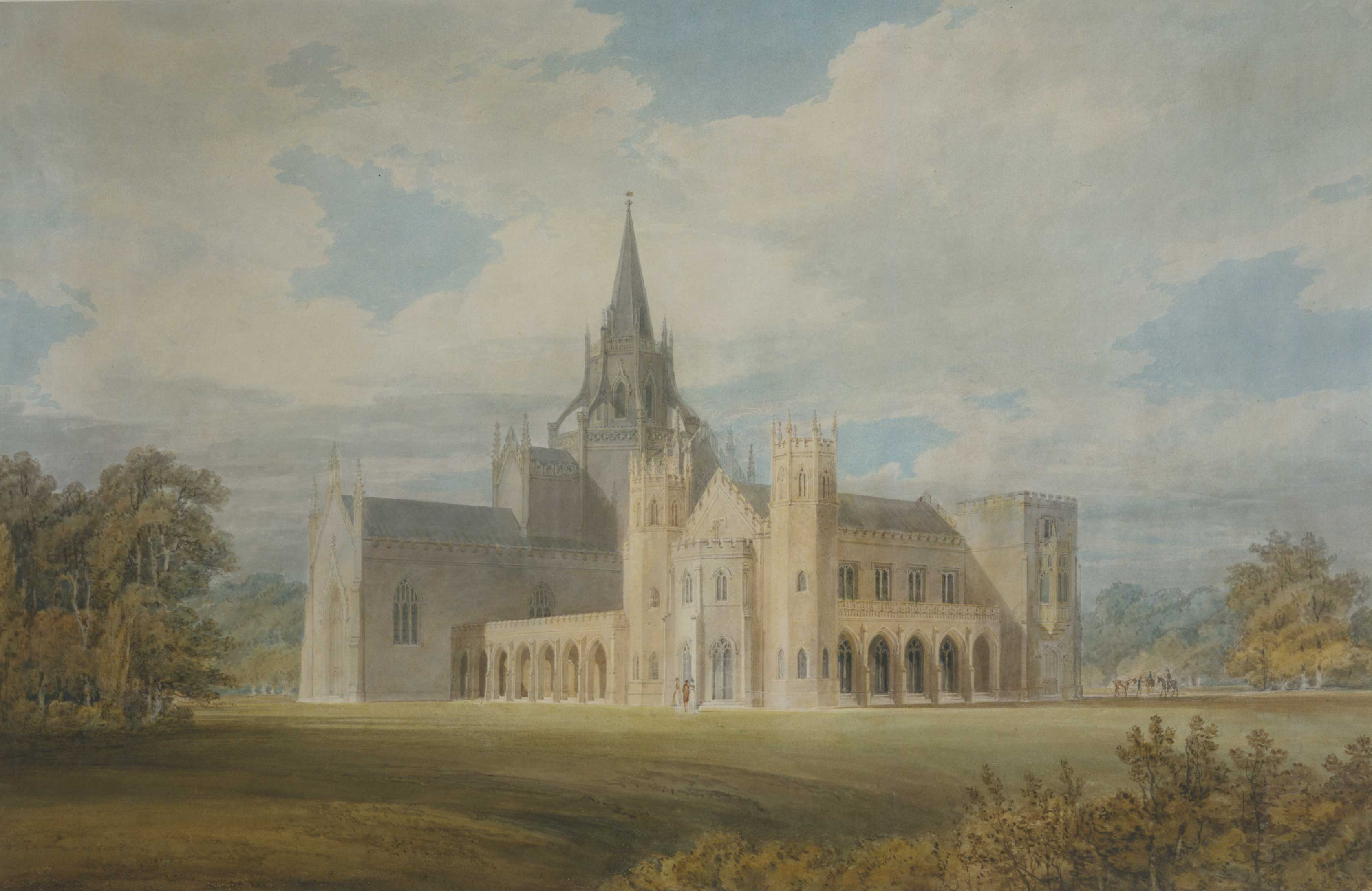
Una vista dell’Abbazia di Fonthill (1799), di William Turner

### Dalrococò goticoalgotico romantico
Il passaggio dal rococò gotico al gotico romantico, in Inghilterra si realizzò verso la fine del Settecento, e coincise con la realizzazione della casa-abbazia Fonthill Abbey, su progetto dell'architetto James Wyatt e per conto dello scrittore, mecenate e collezionista d'arte William Beckford: si trattava di una residenza di campagna con elementi decorativi simili a un'abbazia; le dimensioni dell'edificio (non più esistente), erano di gran lunga superiori alla villa di Walpole, pur mantenendo quella tenebrosa solennità che i romantici collegavano al concetto di secoli bui.
Nel XIX secolo, lo stile neogotico, divenuto elemento di tradizione e continuità, fu per gli inglesi tanto motivo di orgoglio nazionale da essere utilizzato per la ricostruzione del Palazzo del Parlamento, andato distrutto nel 1834 da un incendio: il progetto di Westminster venne avviato nel 1840 e riprende il tema del Gotico perpendicolare, caratterizzato cioè da un forte rigore geometrico; sorprende però la simmetria decisamente classicheggiante del complesso che uniforma tutti i prospetti, in particolar modo quello posto lungo le sponde del Tamigi, sottolineando la formazione classica del suo progettista, l'architetto Charles Barry. Un ulteriore capitolo del neogotico anglosassone si apre con la creazione dei giardini all'inglese, dove più chiaramente si riflette la cultura e il gusto romantico dell'epoca.

### Architetture neogotiche in Gran Bretagna
Tra gli esempi di architettura neogotica in Gran Bretagna si ricordano:
- Fonthill Abbey, la casa-abbazia progettata da James Wyatt alla fine del Settecento. L'eccentrica residenza, che in origine avrebbe dovuto essere una rovina, con tanto di resti di un chiostro, fu ampliata con la costruzione di una grande torre a pianta ottagonale, alta circa 85 metri, che crollò nel 1825, adempiendo quindi al bizzarro disegno originale del suo committente;

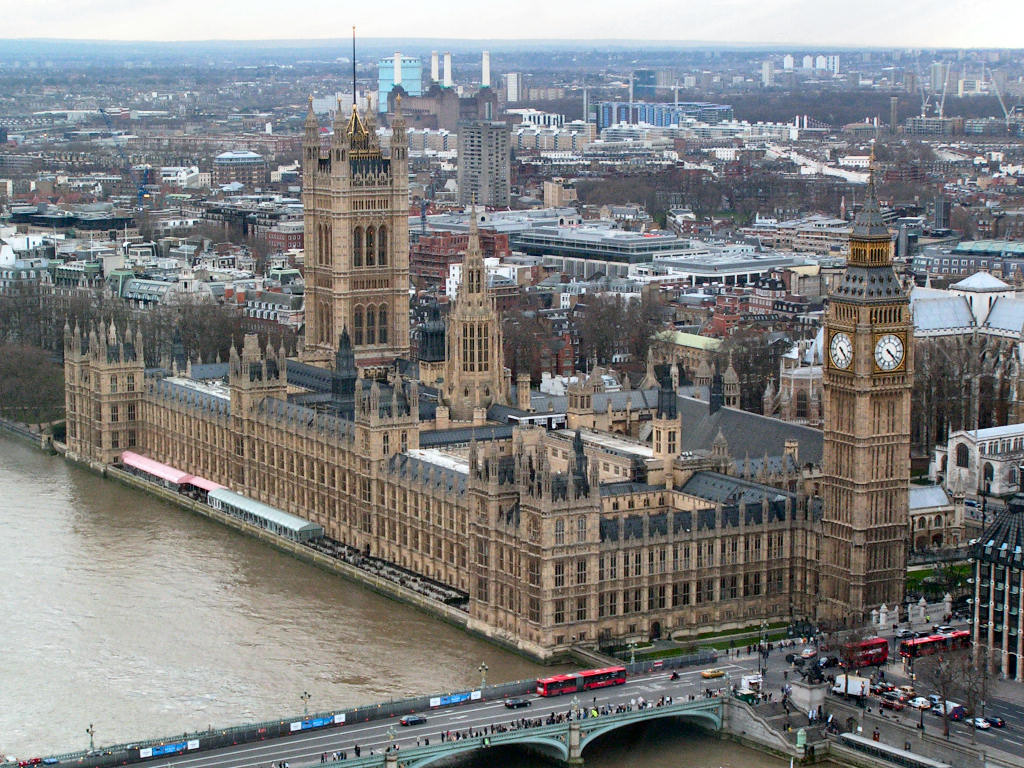
Palazzo di Westminster, Londra

- Palazzo del Parlamento, progettato da Charles Barry, con l'ausilio, per la parte gotica, dei disegni di August Pugin; l'imponente costruzione inglobò anche la Westminster Hall, costruzione effettivamente gotica dell'XI secolo;
- Chiesa di San Paolo a Brighton di Richard Cromwell Carpenter, completata nel 1848;
- All Saints in Margaret Street a Londra di William Butterfield, edificata a partire dal 1849;
- Museo dell'Università di Oxford, progettato e costruito a partire dal 1850 da Thomas Deane e Benjamin Woodward; elemento di spicco dell'intera costruzione è il salone interno, simile a una navata di una cattedrale gotica, ma realizzato quasi completamente in metallo;
- Tower Bridge di Horace Jones e John Wolfe-Barry, dove le strutture portanti del ponte vengono ricoperte da torri in stile neogotico vittoriano;
- Stazione di St Pancras, di George Gilbert Scott e William Henry Barlow, a Londra; l'edificio, austero e solenne, reinterpreta i temi dell'architettura medioevale (come l'alta torre dell'orologio coperta da una svettante cuspide), ma vi abbina una particolare policromia riconducibile all'architettura gotica italiana.

L'architettura neogotica fu impiegata regolarmente per edificare collegi universitari, sia nel Regno Unito sia negli altri paesi anglosassoni, tanto da poterla definire un'architettura gotica collegiale.

## Neogotico tedesco

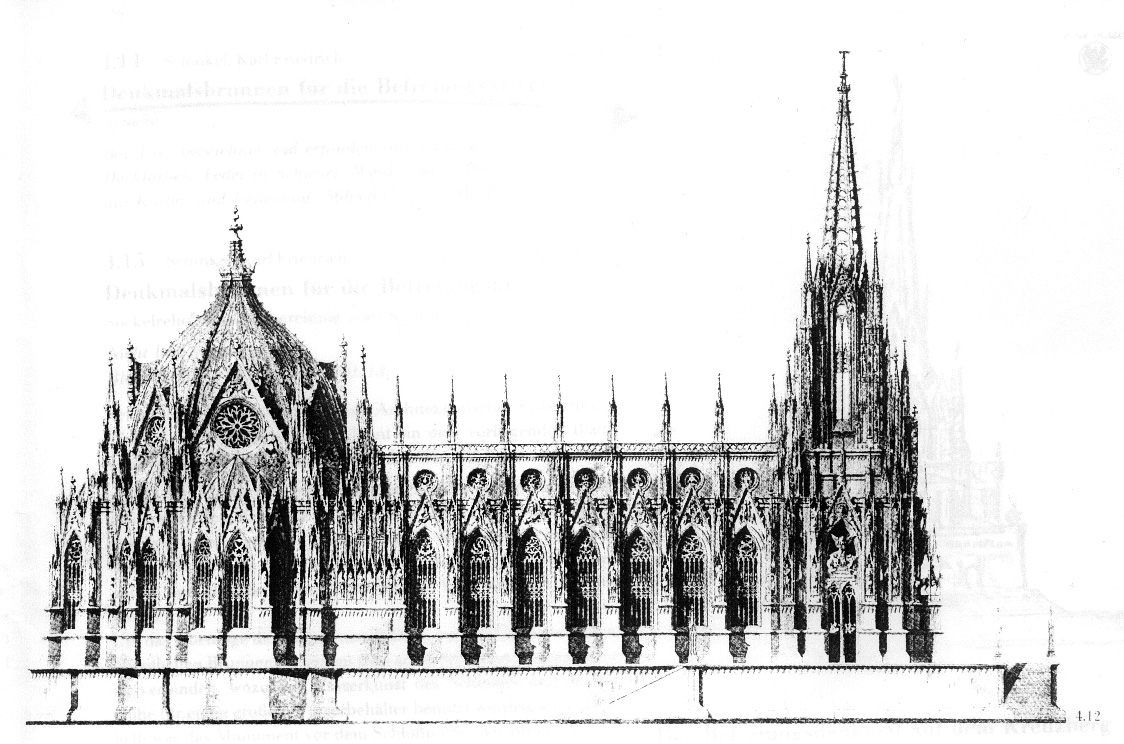
Progetto irrealizzato per un duomo nazionale tedesco a Berlino, Karl Friedrich Schinkel (1815)

Fino al Settecento inoltrato, in Germania non ci fu alcun problema gotico: i teorici dell'architettura, legati ai modelli italiani ed a Vitruvio, tendevano a respingere sdegnosamente quello che Jacques-François Blondel definiva quel «mostruoso, inammissibile stile che, al tempo dei nostri padri, era comunemente praticato con il nome di “gotico”».
Agli albori del neogotico, il ricorso alle forme gotiche, utilizzate in maniera rigorosamente semplificata e contaminate da elementi rinascimentali, non si era ancora estinto. Il cosiddetto Nachgotik (gotico postumo) del gesuita Christoph Wamser (1575-1649) e di alcuni altri goticisti appartenenti al suo stesso ordine, rappresenta «non tanto il consapevole revival di uno stile irrimediabilmente morto, quanto la consapevole adesione ad uno stile ancora vivo». Da quando la teoria artistica cominciò a distinguere fra architettura antica, medievale e moderna, il gotico fu guardato non solo come uno stile senza regole ma anche come uno stile naturalistico. A causa di questa accentuazione sentimentale, si venne a creare un'intima affinità fra i giardini all'inglese e le cappelle, i castelli e tutti quegli elementi gotici che cominciarono a popolarli.

### Prime manifestazioni
In Germania, i primi giardini paesistici su modelli inglesi con rovine artificiali, eremi e chiostri, e gli altri elementi tipici del giardino gotico, sorsero intorno al 1760. La prima realizzazione di questo genere è stato il parco di Wörlitz, sull'Elba, dove anche il castello (1769-1773|73) è di stile inglese. In Germania tuttavia, il gotico non è solo una moda bizzarra ma è considerato un qualcosa di unico ed incomparabile. Nel 1772, Goethe aveva scritto un breve saggio sull'architettura tedesca (Von deutscher Baukunst), in cui rivendicava l'esclusiva paternità dello stile della vera arte al mondo germanico, ed indicava come modello esemplare la cattedrale di Strasburgo, dell'architetto Erwin von Steinbach.
Goethe concepì lo stile gotico come contrasto allo stile romanico e come espressione di profondi sentimenti e di ciò che viene espresso dalla parola tedesca Gemüt (animo, indole, sentimento). Per il celebre scrittore, il gotico era il concetto dell'autonomo, del semplice, del puro e dell'elementare, di ciò che per Johann Joachim Winckelmann (e poco dopo anche per Goethe) significava l'arte greca. Per cui gli artisti del periodo romantico-classicistico avevano come riferimento l'arte greca ed il medioevo gotico come rimedio contro la superficialità e la decadenza del Settecento.
Goethe con un prodigioso recupero delle forme classiche aveva creato l'idillio tedesco di un mondo che poteva essere idilliaco solo perché escludeva le forze dinamiche della storia per affermarsi come stasi, equilibrio assoluto, cerchio delimitato e concluso di una umanità che aveva il proprio centro in se medesima.

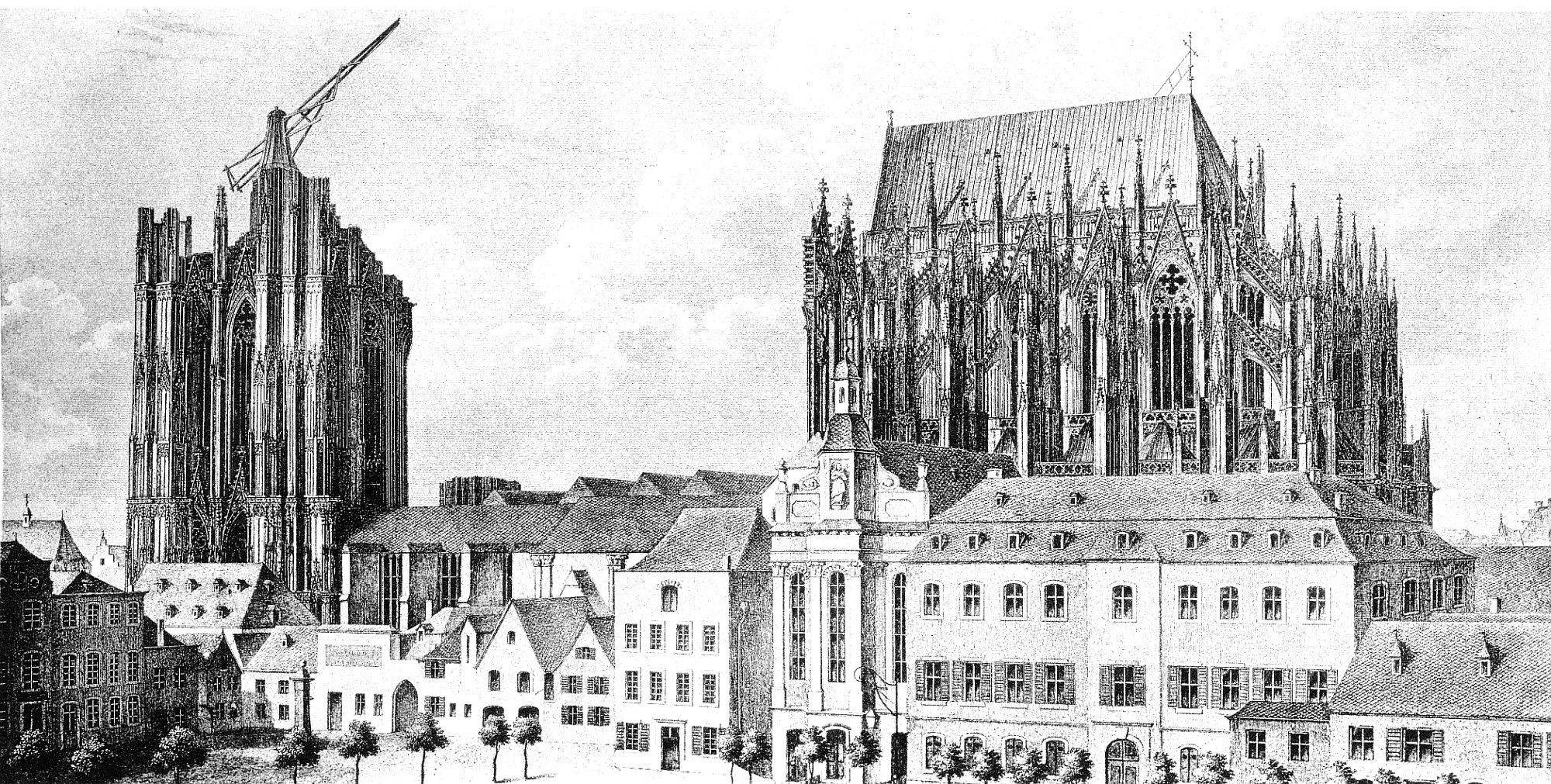
Il duomo di Colonia nel 1824, poco prima della ripresa dei lavori

### Dal cosmopolitismo neoclassico al nazionalismo neogotico
In Germania, il neogotico fu condizionato da pulsioni nazionalistiche. La ristrutturazione e ricostruzione del castello di Marienburg (1817-1842), originaria sede dell'Ordine dei Cavalieri teutonici, dove fu costruita una torre neogotica, appare come un ritorno alle proprie radici. Lo stesso vale per il Duomo di Colonia, completato nel 1880. Quest'ultimo, esempio spettacolare, è sorto sul modello francese della cattedrale di Beauvais (sia a Beauvais che a Colonia, i lavori erano stati sospesi nel Cinquecento dopo l'erezione del coro e di pochi altri frammenti). Il progetto venne ripreso nel 1842 dopo il ritrovamento, avvenuto tra il 1814 e il 1816, di alcuni disegni originali. Peculiarità della Cattedrale di Colonia, oltre al forte verticalismo della struttura, è l'uso del ferro in alcune strutture portanti allo scopo di assicurare maggiore stabilità al grandioso edificio.
In concorrenza con il completamento della chiesa di Colonia, venne costruita ex novo la Votivkirche di Vienna. Completata verso la fine del XIX secolo, segue con estrema esattezza i canoni del gotico germanico. La costruzione è coerente e senza contraddizioni, a tal punto che è proprio la sua omogeneità stilistica a renderla tipica dell'età moderna: nel Medioevo, un progetto simile sarebbe inesorabilmente andato incontro ad interruzioni e ripensamenti.

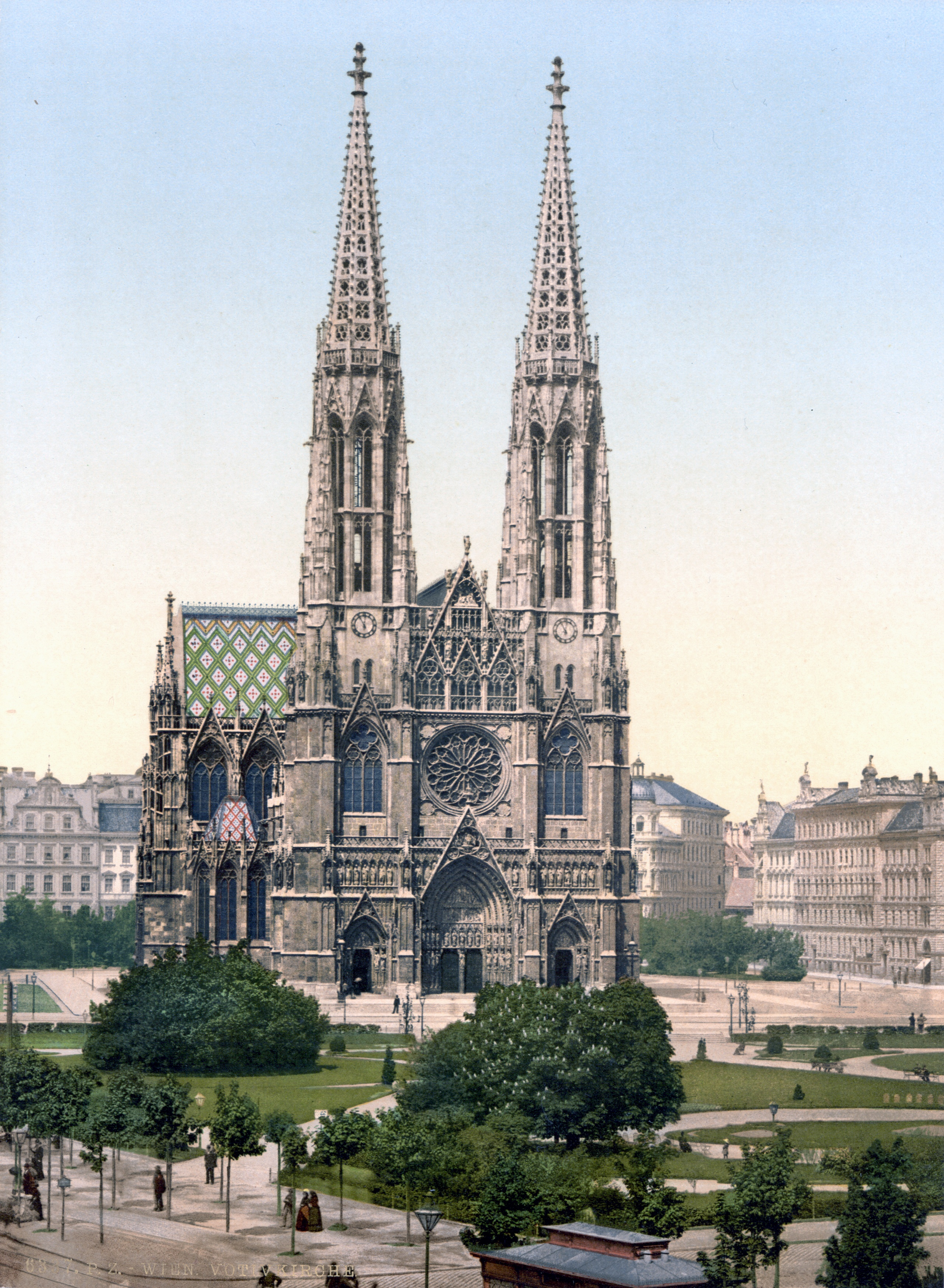
La Votivkirche di Vienna

Un altro edificio famoso dell'Impero austro-ungarico è il Parlamento di Budapest: dopo il 1867, il governo ungherese, raggiunta l'autonomia dall'Austria, fece costruire il palazzo lungo le rive del Danubio. L'edificio, unico nel suo genere, integra una enorme cupola alla maniera di Brunelleschi in un apparato di forme prettamente gotiche, con archi rampanti e pinnacoli.

### Architetture neogotiche tedesche ed austriache
- Municipio Nuovo a Monaco di Baviera (1867 - 1909) di Georg von Hauberrisser;
- Chiesa di San Nicola ad Amburgo, di George Gilbert Scott, completata nella seconda metà dell'Ottocento e, all'epoca della costruzione, l'edificio più alto del mondo;
- Castello di Neuschwanstein in Baviera, famoso maniero della fine del XIX secolo, con citazioni medioevali e gotiche;
- Castello di Hohenzollern non lontano da Tubinga, appartenne e fu fatto costruire dalla nobile famiglia prussiana degli Hohenzollern;
- Votivkirche di Vienna;
- Municipio di Vienna, di Friedrich von Schmidt, costruito tra il 1872 ed il 1883;
- Parlamento di Budapest.

## Neogotico francese

### Le origini
In Francia, dove il rococò aveva avuto un radicamento più profondo rispetto all'Inghilterra, la reazione si manifestò in forme molto più violente, a partire dalla seconda metà del Settecento, nel dibattito illuminista come momento di confronto risolutivo. L'educazione artistica voleva ricondurre ogni spunto ad una condizione originaria. Così l'abate Laugier aveva sintetizzato il concetto «Tenons nous au simple et au naturel»: dove semplicità equivale a razionalità e per natura si intende il mondo stesso della fisica. Nel contempo Laugier aveva rivalutato l'architettura greca e l'ordine dorico, e l'architettura gotica.
Ange-Jacques Gabriel fu il primo, tra i grandi architetti francesi, che si volse ad un linguaggio più classico; a partire dagli anni 1760 e durante gli anni 1770, nella Reggia di Versailles realizzò il Castello del Petit Trianon, un capolavoro dell'architettura neoclassica e nel Teatro dell'opera reale di Versailles, dove adottò delle decorazioni sobrie ed ispirate all'antico. Ma la prima opera che possa definirsi in qualche modo neogotica, fu il cosiddetto Pantheon a Parigi dell'architetto Jacques-Germain Soufflot, il quale aveva dichiarato che aveva voluto unire l'ordine greco con «la leggerezza che è da ammirare in molti edifici gotici».

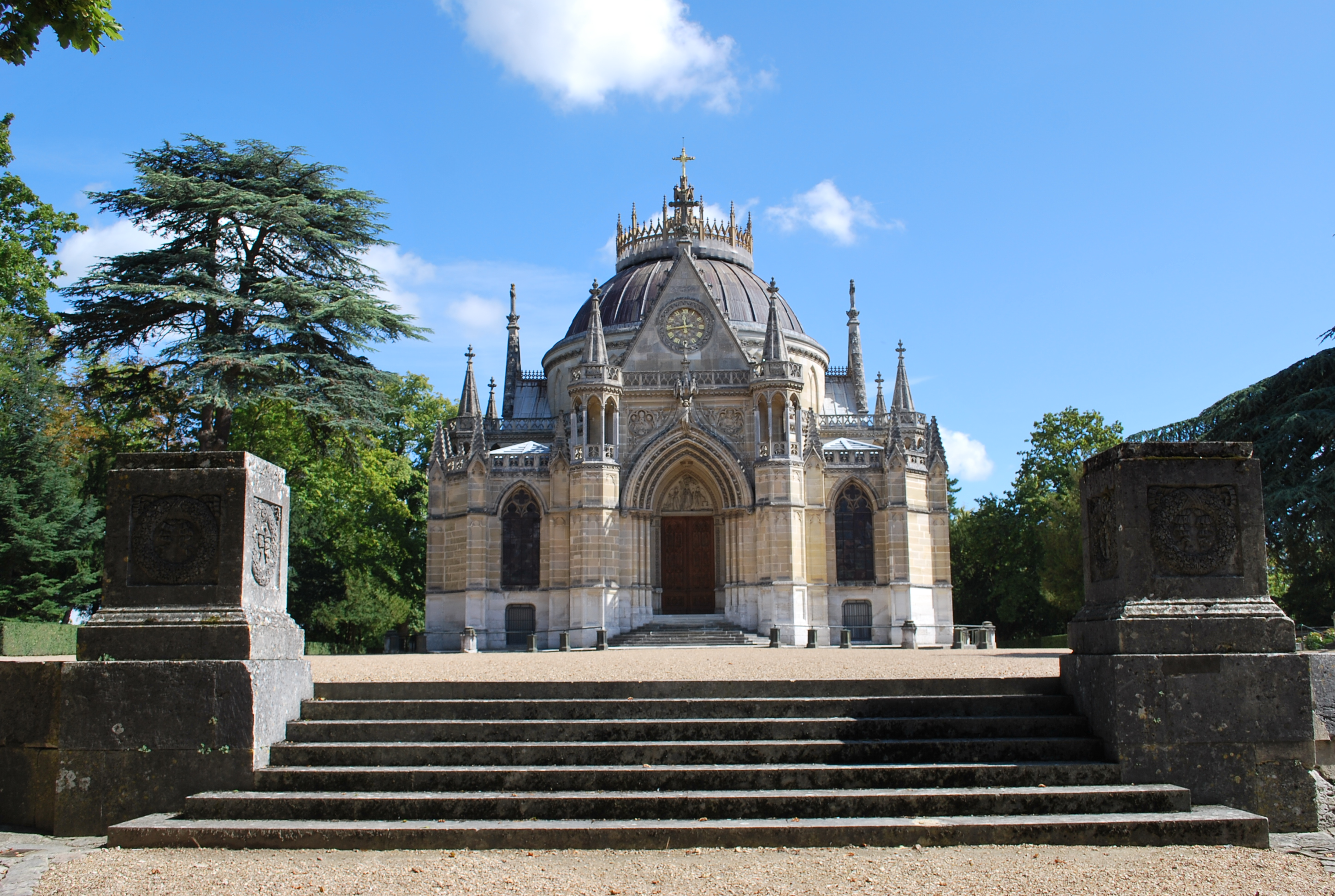
La Cappella Reale di Dreux (1816-1830)

### L'affermazione del neogotico in Francia
Nel 1802 era uscita l'opera apologetica Génie du Christianisme di René de Chateaubriand, che segnò un momento di forte ripresa del sentimento religioso in ambito cattolico e che da molti è ritenuta come il termine d'inizio del revival gotico in Francia.
Tuttavia, una vera affermazione del neogotico in Francia, si manifesterà in epoca romantica (quindi dopo Napoleone), dagli anni venti dell'Ottocento. Ciononostante, la produzione architettonica risulta limitata nel campo civile, relegando questo stile soprattutto alla costruzione di numerose chiese. I risultati più importanti invece si registrano nell'intensa opera di restauro dei grandi edifici gotici di Francia, di cui il principale artefice fu Viollet-le-Duc. Egli interviene ad esempio sulla celebre Cattedrale di Notre-Dame a Parigi, realizzando numerose statue per la facciata ed innalzando la svettante guglia al centro della chiesa; Viollet-le-Duc infatti esegue i suoi interventi con l'intento di completare l'opera secondo il pensiero dei progettisti originari.

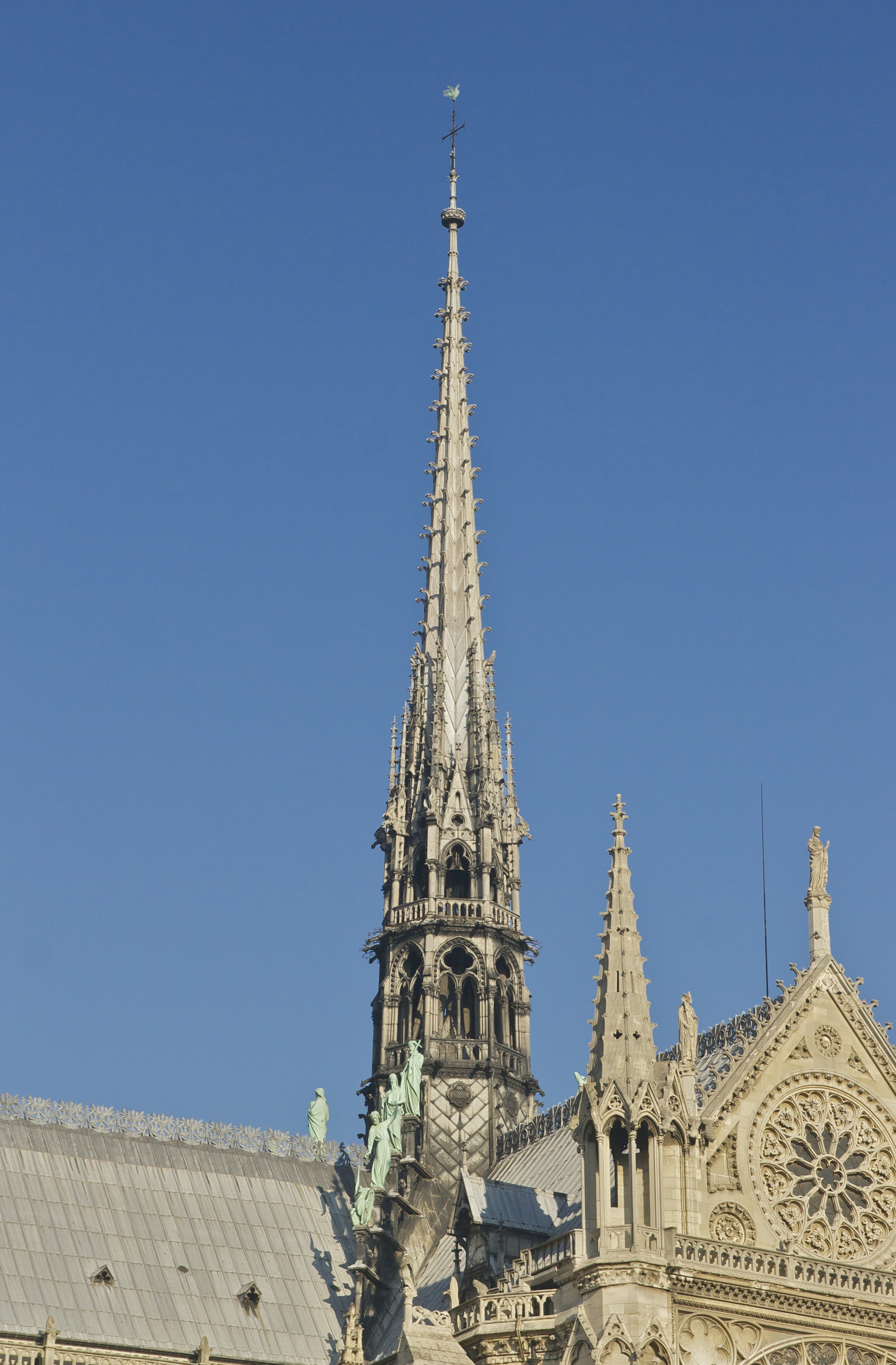
La flèche della cattedrale di Notre-Dame a Parigi

Altri restauri importanti di Le-Duc sono quelli per la Sainte-Chapelle a Parigi, per la Basilica di Vézelay, per la cittadella medioevale di Carcassonne e per la Basilica di Saint-Denis, luogo di sepoltura dei regnanti francesi.
Importante è anche il completamento della Cattedrale Notre-Dame di Rouen: per il tetto si scelse di costruire una grande torre neogotica in metallo, nonostante la tenace resistenza di Viollet-le-Duc, fautore invece di un intervento teso a completare la cattedrale seguendo gli intenti dei costruttori medioevali. La scelta annuncia in qualche modo gli albori dell'architettura del ferro, produzione artistica che si affermerà in Francia proprio in questo periodo.

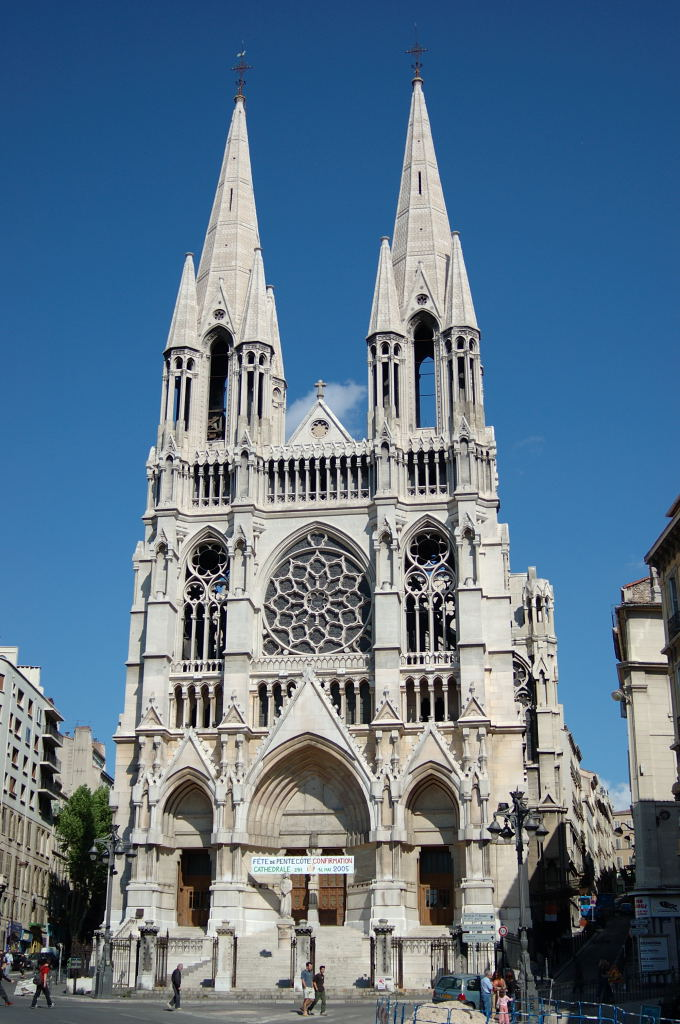
La Église des Réformés, o Église “Saint-Vincent-de-Paul” di Marsiglia (1852-1888)

### Architetture neogotiche in Francia
- Chiesa di Santa Clotilde a Parigi, alla quale l'architetto Christian Gau, nato a Colonia, dette una forma più vicina al Gotico tedesco che a quello francese.
- Sacrestia e flèche della Cattedrale di Notre-Dame a Parigi, di Viollet-le-Duc.
- Chiesa del Sacré-Coeur a Moulins, costruita su progetto di Jean-Baptiste-Antoine Lassus a partire dalla metà dell'Ottocento su modello della Cattedrale di Chartres.
- Cappella Reale di Dreux, il mausoleo del Casato d'Orléans, eretto tra il 1816 ed il 1845. Contiene le tombe dei familiari dei duchi d'Orléans, anch'essi eseguiti in stile neogotico.
- La basilica Notre-Dame di Bonsecours, in Normandia, eretta tra il 1840 e il 1844 da Jacques-Eugène Barthélémy. Il suo interno è interamente dipinto sul modello della Sainte Chapelle di Parigi.
- Castello di Pierrefonds, in Picardia, ricostruito da Viollet-le-Duc per Napoleone III.
- Castello d'Abbadia, in Aquitania, costruito da Viollet-le-Duc per Antoine Thomson d'Abbadie.
- La basilica Saint-Epvre di Nancy, costruita nel 1865-71, con una guglia culminante a più di ottanta metri.
- La chiesa di San Vincenzo de’ Paoli a Marsiglia, costruita a partire dal 1852 e consacrata nel 1888[22].

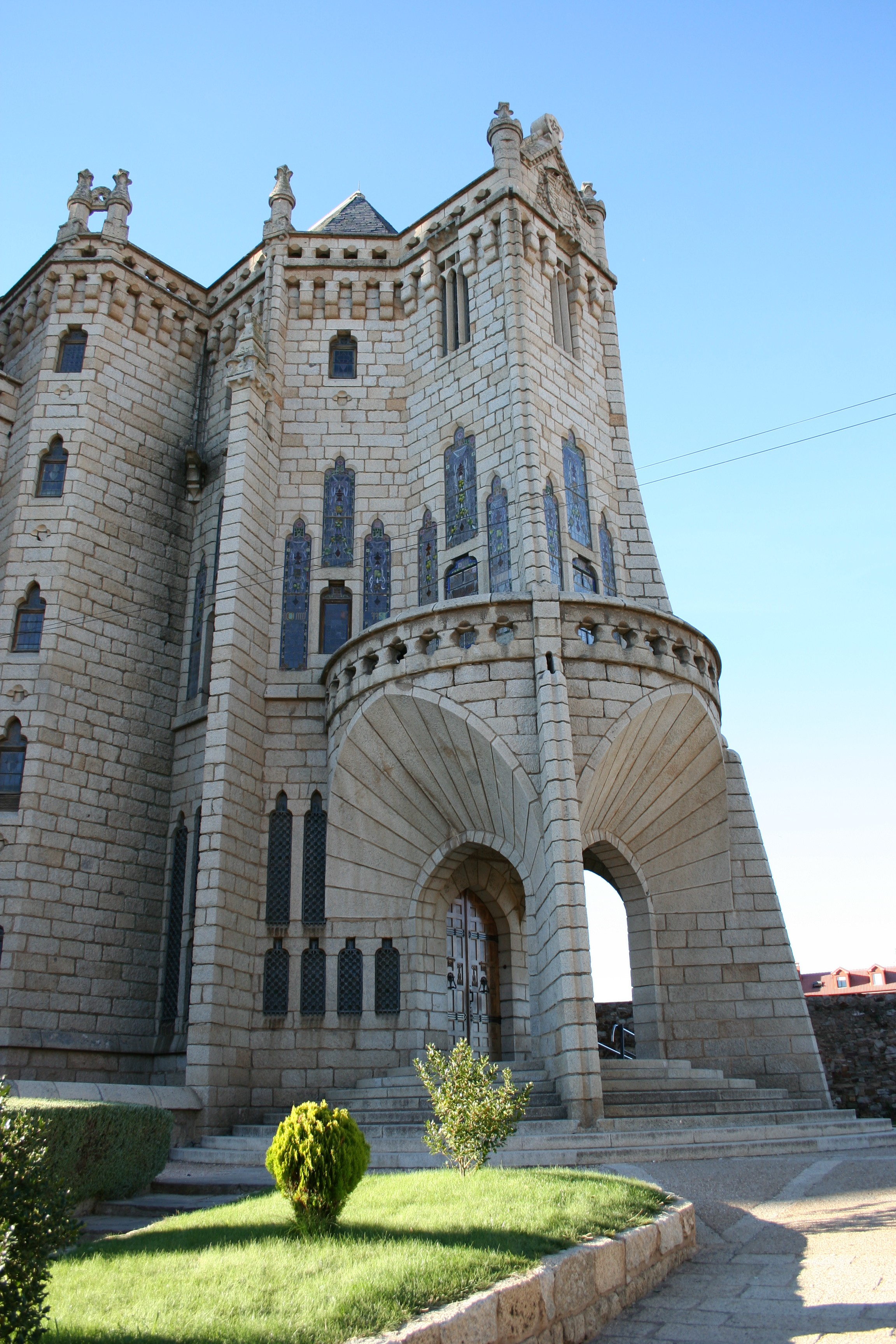
Il palazzo Episcopale di Astorga

## Neogotico spagnolo
Nel corso dell'Ottocento, il Neogotico in Spagna non produce risultati particolarmente significativi, salvo per un'unica eccezione: le opere del catalano Antoni Gaudí. Tra queste, la più significativa è la Sagrada Família di Barcellona, una chiesa che riprende l'architettura gotica reinterpretandola nell'ottica della nuova corrente modernista. Inizialmente, la chiesa avrebbe dovuto essere uno dei tanti edifici goticizzanti dell'epoca e fu cominciata da Francisco de Paula del Villar y Lozano, nel 1882. Gaudì intervenne nel progetto solo alla fine del 1883, modificando sostanzialmente il progetto originario: accentuò la verticalità del tempio con l'inserimento di altissime torri e, come un maestro di un cantiere medioevale, disegnò navate dalle forme totalmente innovative, con leggerissime colonne a sostegno di volte dalla geometria complicatissima.

### Architetture neogotiche in Spagna
- Sagrada Família di Barcellona, di Antoni Gaudí la cui particolarità, peraltro tipica delle grandi fabbriche gotiche medioevali, è di essere ancora in costruzione; in realtà Gaudì fu un architetto del tutto originale e, per molti aspetti (sia costruttivi che di purezza nelle linee architettoniche), innovativo rispetto ai tempi.
- Palazzo episcopale di Astorga, fantasiosa costruzione progettata da Gaudì e realizzata sul finire dell'Ottocento.

## Neogotico italiano

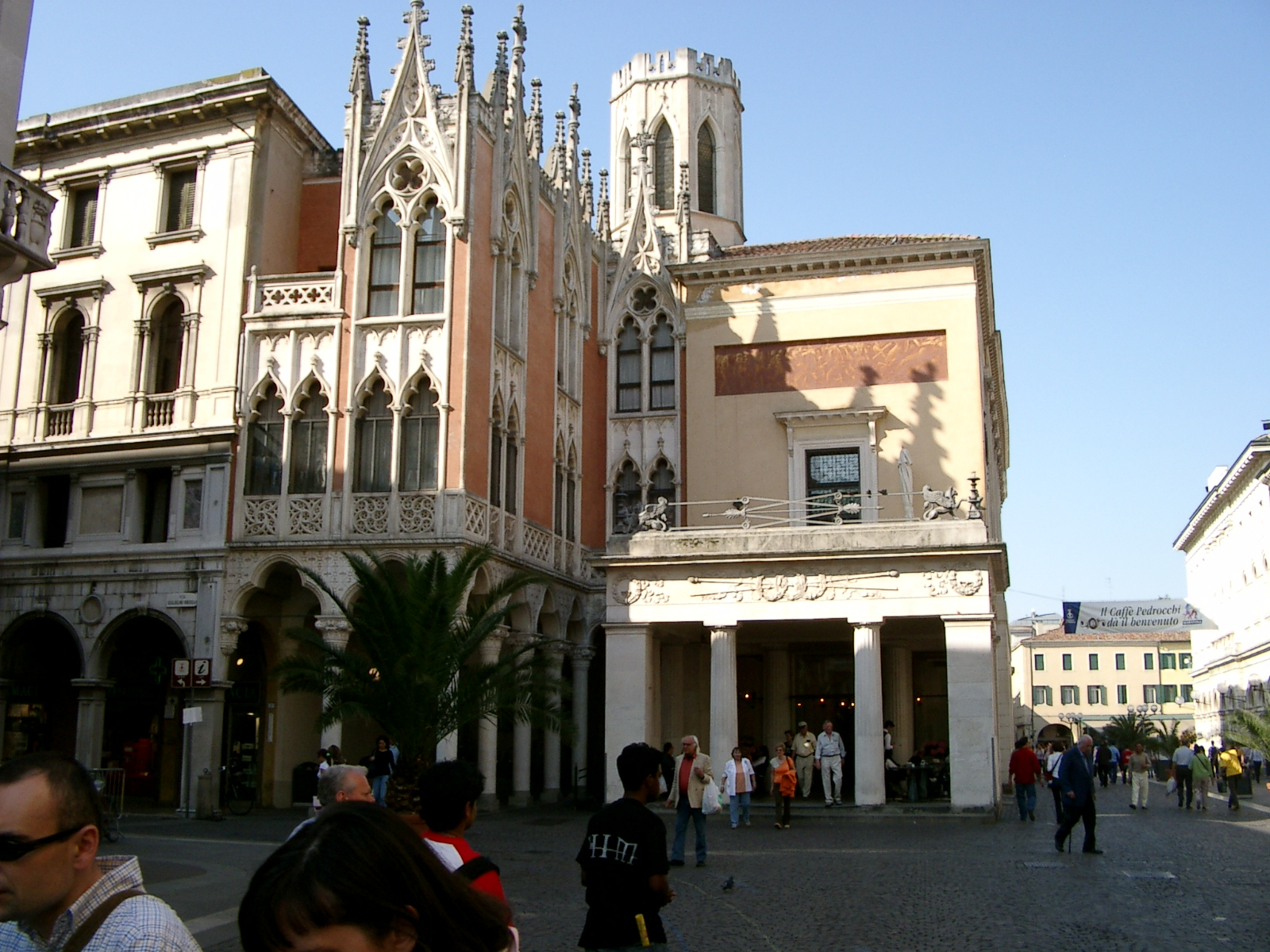
Il Caffè Pedrocchi di Padova

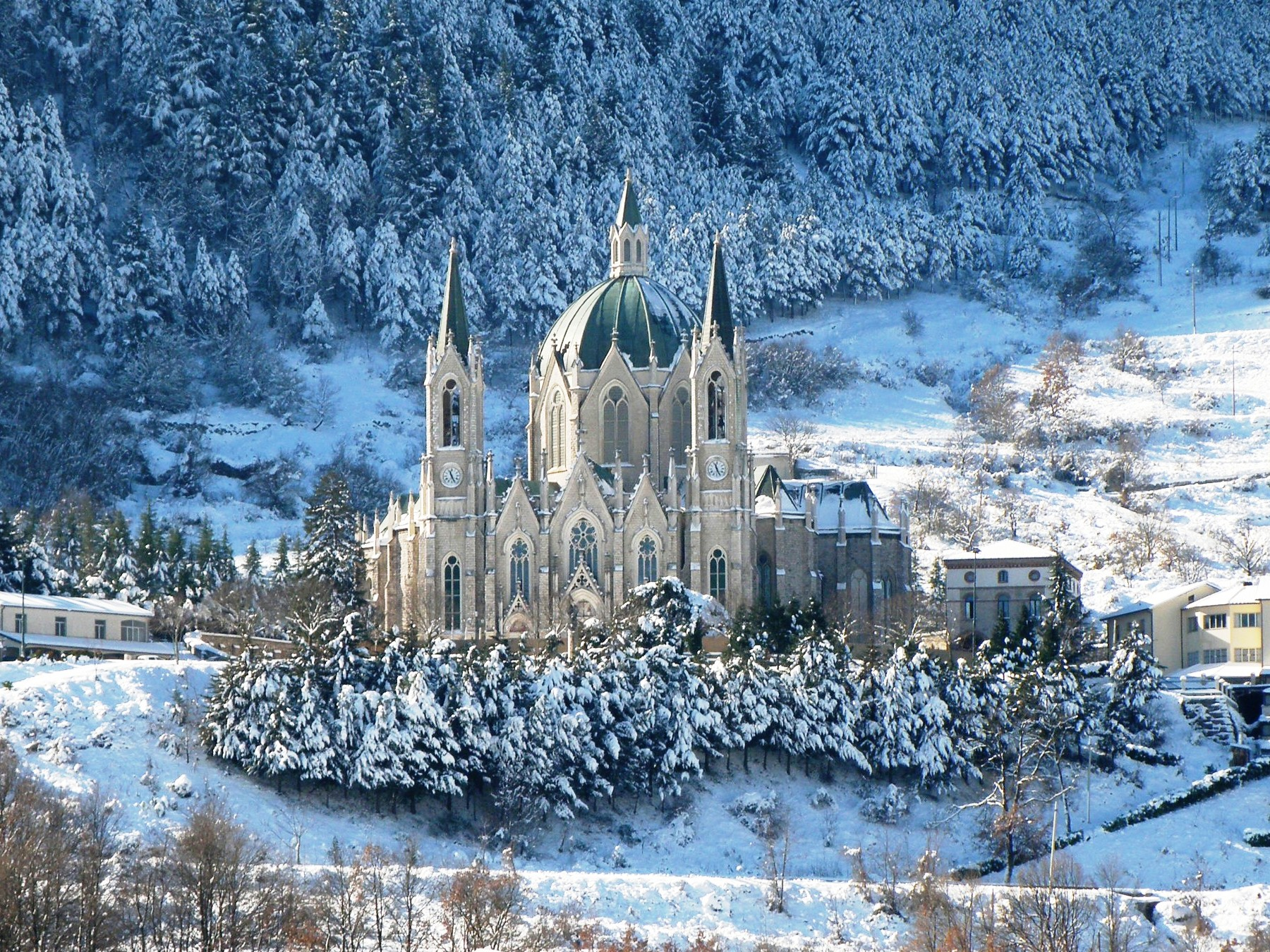
Basilica santuario di Maria Santissima Addolorata, a Castelpetroso (Isernia)

Il Neogotico italiano segue quello francese. Tra i primi suoi esempi, si ricorda il castello di Pollenzo, nell'omonima tenuta sabauda. Qui, in una iniziale residenza trecentesca, il re Carlo Alberto impiantò una moderna azienda agricola, ampliando l'originaria costruzione. Il risultato fu un castello in cui si assommano gli stili più svariati, dal neoromanico al neogotico, combinati tra loro nel rifacimento ottocentesco diretto da Pelagio Palagi ed Ernesto Melano: neogotica è pure la chiesa di San Vittore ad esso collegata. La provincia di Cuneo custodisce un ricco patrimonio neogotico, non solo a Pollenzo, ma a Busca, Novello, Envie e Dogliani.
Altri importanti cantieri si aprono per il completamento delle maggiori chiese gotiche italiane, come quelli per la costruzione delle fredde facciate delle chiese fiorentine di Santa Croce (1857-1863) e Santa Maria del Fiore (1866-1887), disegnate rispettivamente da Niccolò Matas ed Emilio De Fabris. Ancora sul finire del secolo, si completa la facciata della Cattedrale di Napoli, su progetto di Errico Alvino, mentre ai primissimi anni del Novecento risale la facciata gotica del Duomo di Arezzo. Caso singolare è quello del Duomo di Milano, la cui costruzione, avviata nel 1386, fu completata solo nell'Ottocento: gran parte delle guglie e delle decorazioni architettoniche risalgono al periodo a cavallo tra il XVIII secolo e il XIX secolo e riprendono, solo per coerenza con l'impianto originario, lo stile gotico.

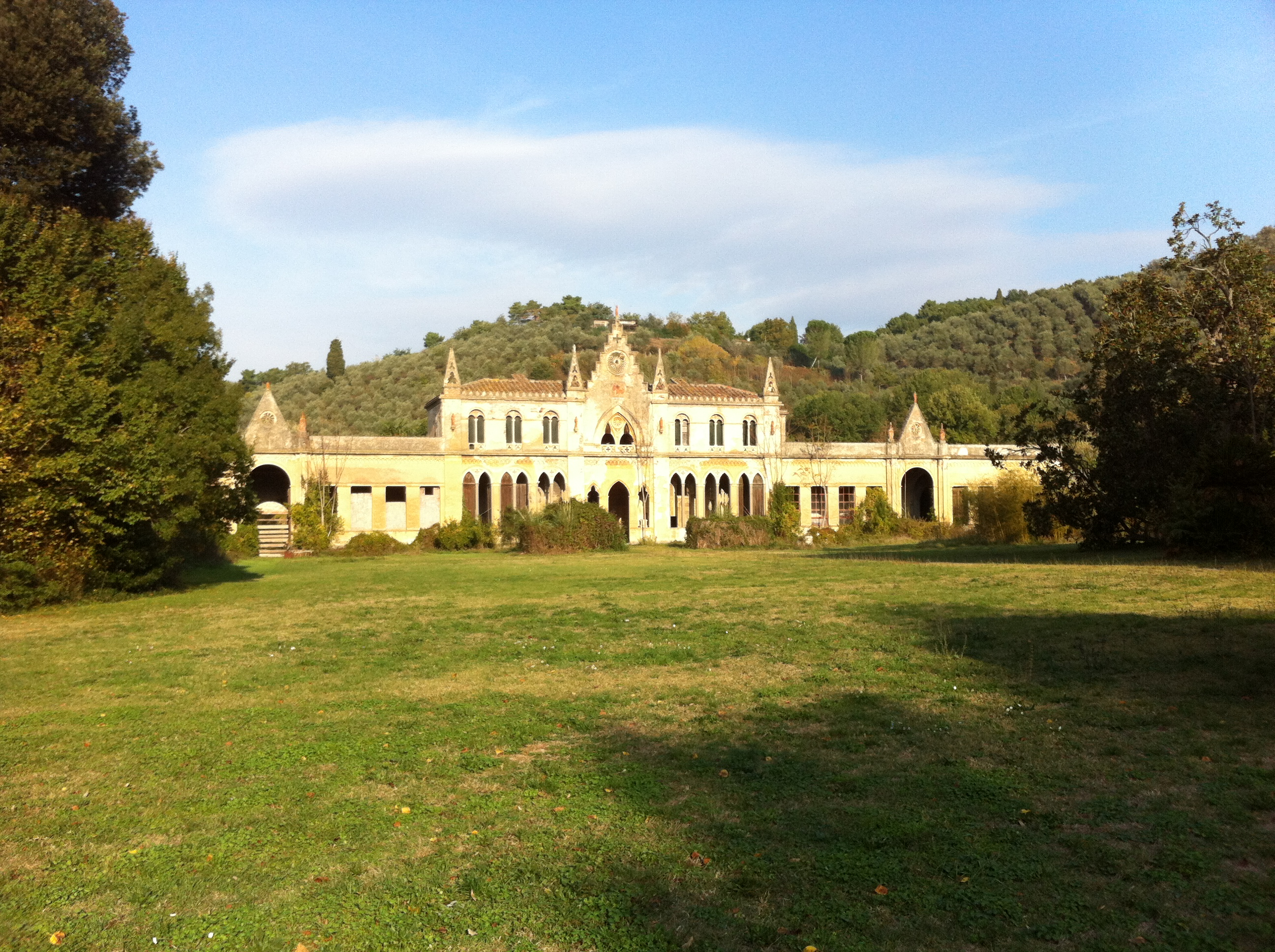
La Bigattiera di villa Roncioni a San Giuliano Terme (Pisa)

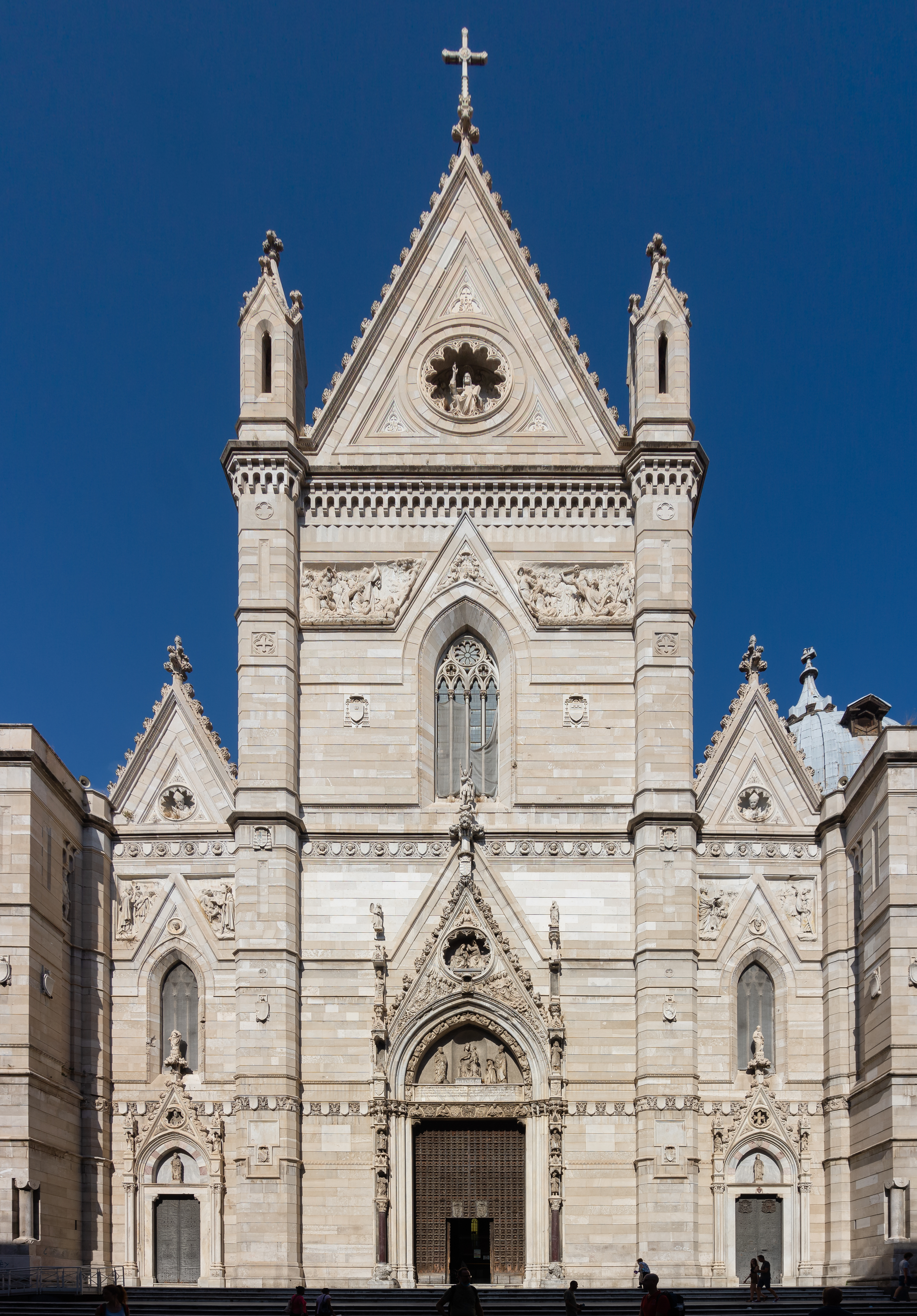
Facciata del Duomo di Napoli

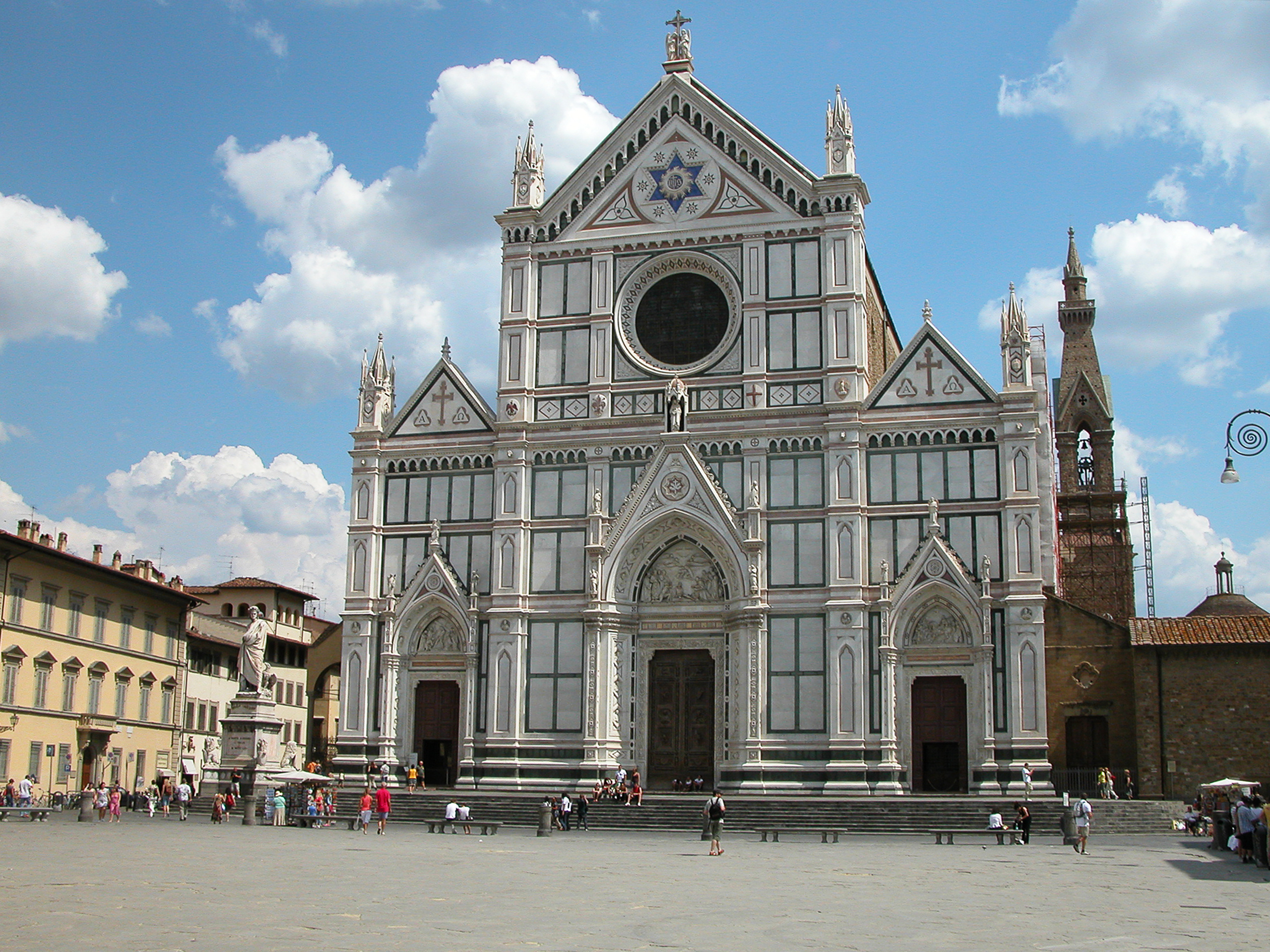
Facciata di Santa Croce, a Firenze

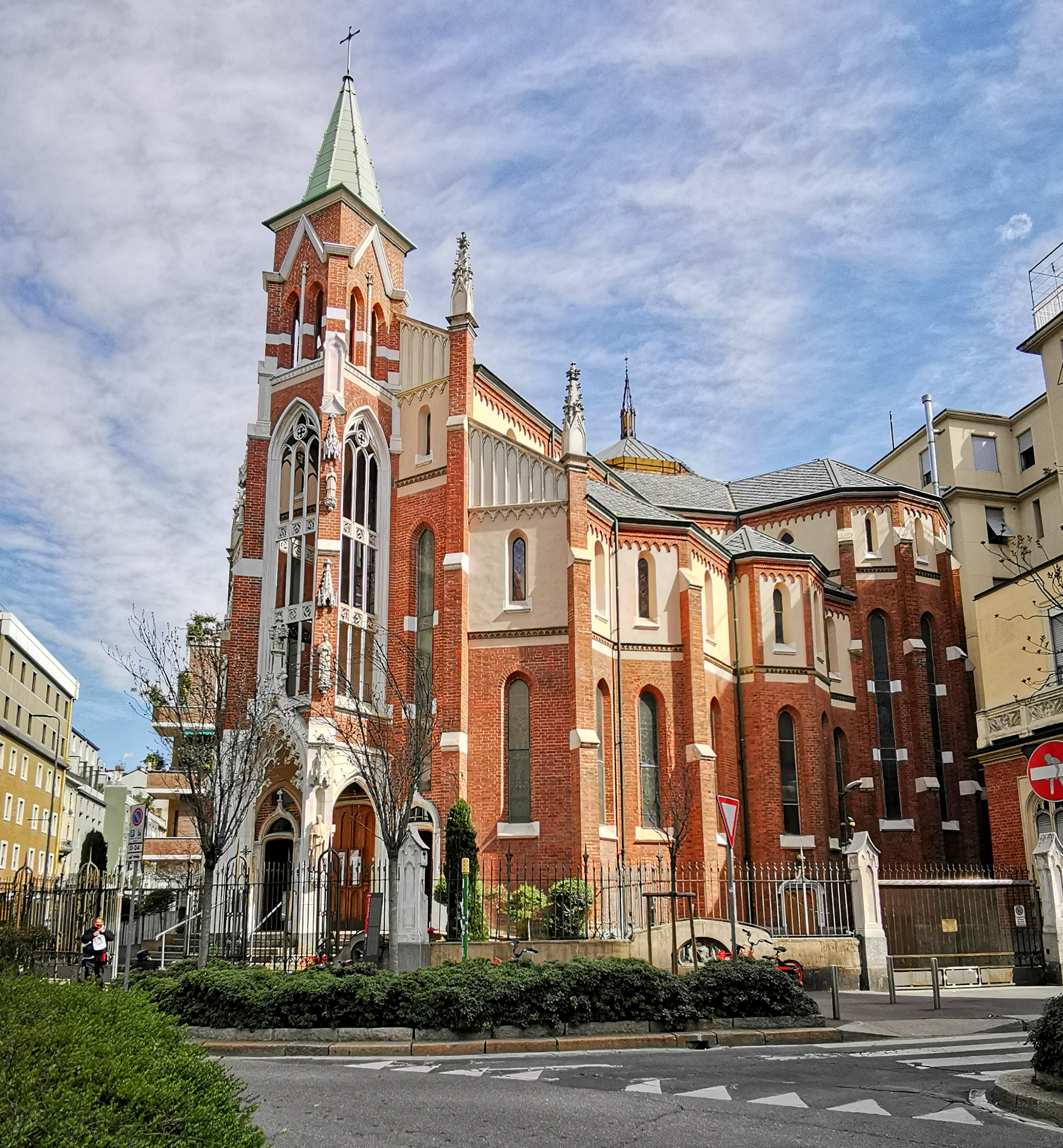
Santuario di San Camillo de Lellis, a Milano

Tuttavia, la facciata della cattedrale milanese, pur essendo costruita in piena epoca napoleonica, è l'elemento che più di ogni altro si distacca dalla tradizione gotica. In Italia, per tutto il secolo, il Neogotico sopravvive sino all'epoca del Liberty come stile più eclettico: è il caso ad esempio del Castello Mackenzie, la sontuosa dimora costruita su progetto di Gino Coppedè tra il 1893 e il 1905. Il Castello si presenta come uno stravagante miscuglio di stili e citazioni dell'architettura del passato: significativi sono i rimandi ai palazzi gotici della Toscana medioevale, come il Palazzo Pubblico di Siena e il Palazzo Vecchio di Firenze.

### Principali architetture neogotiche in Italia (Ottocento)
- Chiesa della Beata Vergine del Carmelo di Antignano (AT);
- Alcuni campanili posti sulla torre del Palazzo Arcivescovile di Palermo appartenenti alla cattedrale di Palermo, progettati da Emmanuele Palazzotto nel 1826 e completati fra il 1833 e il 1835;
- Il completamento della facciata della cattedrale di Acireale, il cui progetto è degli anni 1830;
- Castello e parco del Roccolo di Busca (CN), residenza estiva di Roberto Taparelli d'Azeglio e Costanza Alfieri di Sostegno, realizzato nell'arco di trent'anni a partire dal 1831.
- Prospetto di palazzo Campofranco a Palermo, opera di Emmanuele Palazzotto, del 1835-1836;
- Prospetti occidentali del Palazzo Reale di Palermo, di Nicolò Puglia dal 1842 circa.
- Tonnara Florio a Palermo, realizzata da Carlo Giachery nel 1844;
- Il cosiddetto castello di Donnafugata, vicino a Ragusa, di fine Ottocento, esempio tardo del genere;
- Il cimitero monumentale di Caltagirone, inaugurato nel 1866 e progettato nel 1852;
- Caffè Pedrocchi (e annesso Pedrocchino) di Padova, dove parti gotiche convivono con altre classicheggianti;[23]
- Bigattiera di villa Roncioni a San Giuliano Terme, progettata da Alessandro Gherardesca negli anni venti dell'Ottocento e ritenuta il primo esempio in Italia di applicazione di stilemi neogotici ad una tipologia manifatturiera;[24]
- Complesso delle Cascine dette Margarie (Pelagio Palagi, 1834) e Serre (C. Sada) nel parco del Castello Reale di Racconigi;[25]
- Chiesa di San Pietro a Trento, di Pietro Selvatico (1848-1850);[26]
- Tempio di San Francesco a Gaeta, ricostruito tra il 1850 e il 1855 da Giacomo Guarinelli per ordine di Ferdinando II di Borbone su interessamento di papa Pio IX;[27]
- facciata di Santa Croce, progettata da Niccolò Matas a partire dal 1837 e realizzata fra il 1854 e il 1863.[28] A Gaetano Baccani si deve il campanile (1847);
- completamento della facciata del Duomo di Napoli (1877), su progetto di Errico Alvino;[29]
- facciata di Santa Maria del Fiore: progettata da Emilio De Fabris intorno al 1870 e costruita a partire dal 1880;[28]

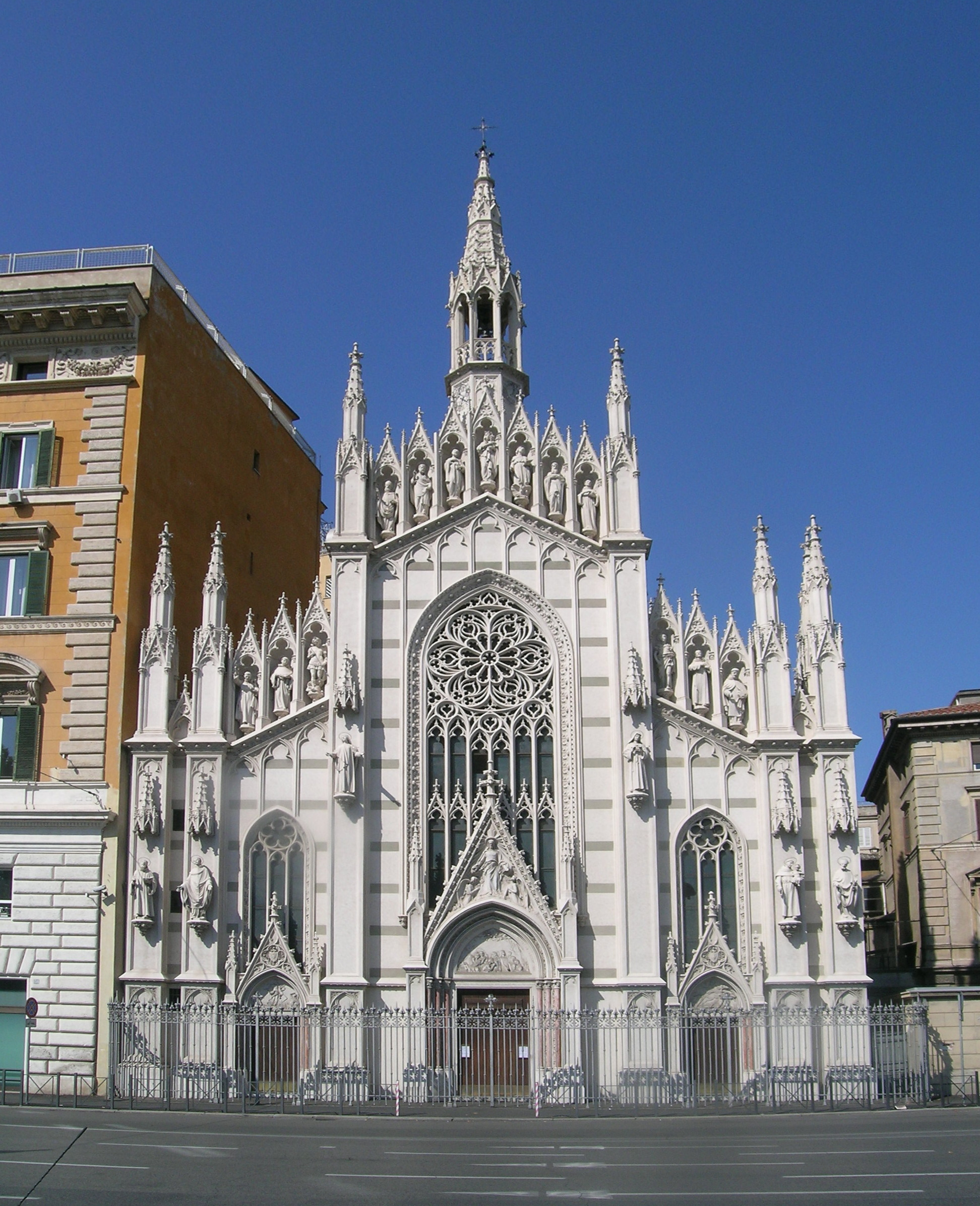
Chiesa del Sacro Cuore del Suffragio, a Roma (1894-1917)

- Borgo Medioevale di Torino, su progetto di Alfredo d'Andrade, sorto in occasione dell'Esposizione universale di Torino del 1884;[30]
- Villa Alliata di Pietratagliata a Palermo di Francesco Paolo Palazzotto intorno al 1885;
- completamento del Duomo di Milano, deciso nel 1886 con il concorso per la facciata.[31]

Il neogotico diviene inoltre lo stile delle chiese protestanti realizzate in Italia nell'Ottocento, dopo la concessione della libertà di culto; lo stile gotico infatti, austero e minimalista, ben si confaceva alle liturgie delle chiese riformate.
Tra quelle costruite dopo l'unificazione occorre ricordare, in ordine cronologico:
- il tempio della Congregazione olandese alemanna di Livorno, costruito tra il 1862 ed il 1864;
- la chiesa anglicana di Napoli, realizzata tra il 1862 e il 1865 nelle forme del Gotico inglese e caratterizzata da una grande vetrata ogivale in facciata;
- la chiesa luterana di Napoli, del 1864;
- la chiesa luterana di Trieste (1871-1874);
- la chiesa di San Paolo dentro le Mura a Roma (1873);
- la chiesa anglicana di Palermo (1875), fatta costruire dagli Whitaker e dagli Ingham, industriali inglesi stabilitisi in Sicilia nell'Ottocento;
- la chiesa di Ognissanti (chiesa anglicana di Roma), a Roma, costruita a partire dal 1882;
- la chiesa valdese di Firenze, dal 1892.

### Principali architetture neogotiche in Italia (Novecento)
Risalgono alla prima metà del Novecento alcuni edifici neogotici, fra cui:
- Basilica santuario di Maria Santissima Addolorata a Castelpetroso, in Molise, costruita prevalentemente tra il 1890 e il 1907 (anno di apertura al culto), ma completata nel 1950;
- Borgo Medioevale di Grazzano Visconti in Emilia-Romagna dell'inizio XX secolo;
- Campanile della basilica di San Nicolò a Lecco nel 1904;
- Chiesa di Santa Maria Immacolata all'Esquilino, a Roma, costruita tra il 1896 e il 1914 e consacrata nel 1940;
- Chiesa del Sacro Cuore del Suffragio a Roma, progettata da Giuseppe Gualandi e realizzata fra il 1894 e il 1917[32];
- Chiesa episcopale americana di Saint James a Firenze, opera dei primi del Novecento e che rimanda al tempio anglicano di Napoli;
- Chiesa di Santa Maria Ausiliatrice a Rimini (1912);
- chiesa di Santa Maria Ausiliatrice del Purgatorio a Roma (oggi San Tommaso Moro), consacrata nel 1926;
- Chiesa di Gesù Nazareno, a Torino (1904-1913).
- Santuario dell'Arcella a Padova (1899-1922), costruita nel luogo dove morì Sant'Antonio.

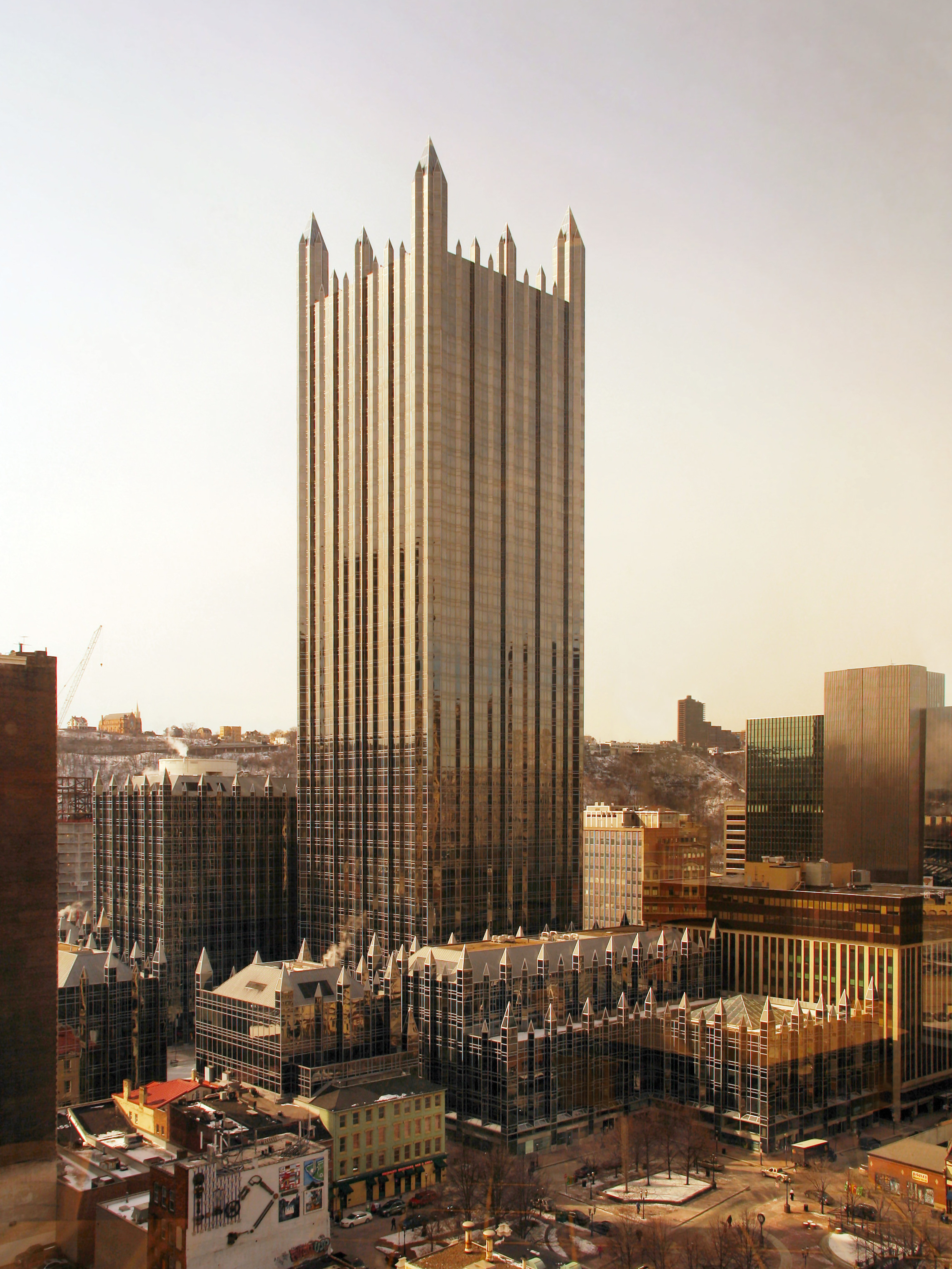
PPG Place a Pittsburg (Pennsylvania)

## Architetture neogotiche extraeuropee
Come colonie o ex-colonie degli Stati europei, diversi Paesi d'oltreoceano finiscono per assorbire le influenze gotiche in voga nel Vecchio Continente, soprattutto per l'edificazione di chiese. Tra le architetture neogotiche extraeuropee si ricordano:
- Basilica di Nostra Signora di Luján a Luján, edificata tra il 1889 ed il 1937 dall'architetto francese Ulderico Courtois, in uno stile Gotico francese e tedesco (con torri in facciata alte 106 metri). La basilica spicca per la sua imponenza in piazza Belgrano, per la totale assenza di altri edifici elevati. La Basilica è insignita del titolo di Santuario Nazionale argentino, in quanto contenente la miracolosa statua di Nostra Signora di Lujan;
- Cattedrale di San Patrizio a New York, costruita tra il 1853 e il 1878 in uno stile influenzato fortemente dal Gotico francese (la pianta), inglese (le volte molto elaborate) e tedesco (le torri della facciata); il suo verticalismo, all'epoca molto accentuato, oggi è assai mitigato dalla presenza dei numerosi grattacieli che la circondano sulla Fifth Avenue;
- Cattedrale di St. John the Divine a New York, imponente chiesa protestante i cui lavori di costruzione non sono mai giunti al termine;
- National Cathedral, a Washington, eretta all'inizio del XX secolo su modello delle cattedrali inglesi;
- Stazione ferroviaria Chhatrapati Shivaji a Mumbai, in stile neogotico-vittoriano, denominata in passato Victoria-Station;
- Basilica di Notre Dame a Montréal, inaugurata nel 1830;
- Cattedrale di San Michele a Toronto, caratterizzata da un torrione in facciata di scuola germanica;
- Cattedrale di San Patrizio a Melbourne, la Cattedrale di Santa Maria a Sydney, in Australia, e la chiesa di San Matteo ad Auckland, in Nuova Zelanda, tutte realizzate nella seconda metà dell'Ottocento.

Chiaramente ispirati all'architettura gotica sono alcuni grattacieli americani, tra cui il Woolworth Building di New York e la Tribune Tower, a Chicago; in fondo, nelle prime architetture in metallo è possibile leggere il concretizzarsi delle aspirazioni verticali del gotico. In anni più recenti, il celebre architetto statunitense Philip Johnson, ha ripreso i temi del Gotico inglese per la costruzione del PPG Place, a Pittsburgh.

## Esempi

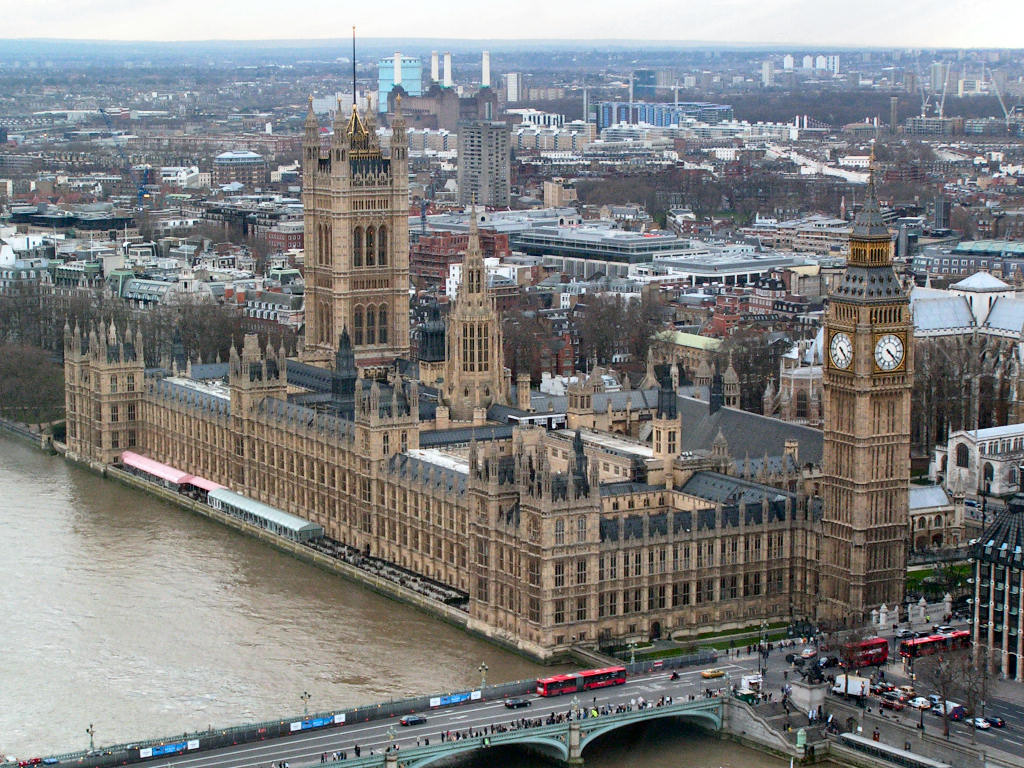
Il Palazzo del Parlamento a Londra.
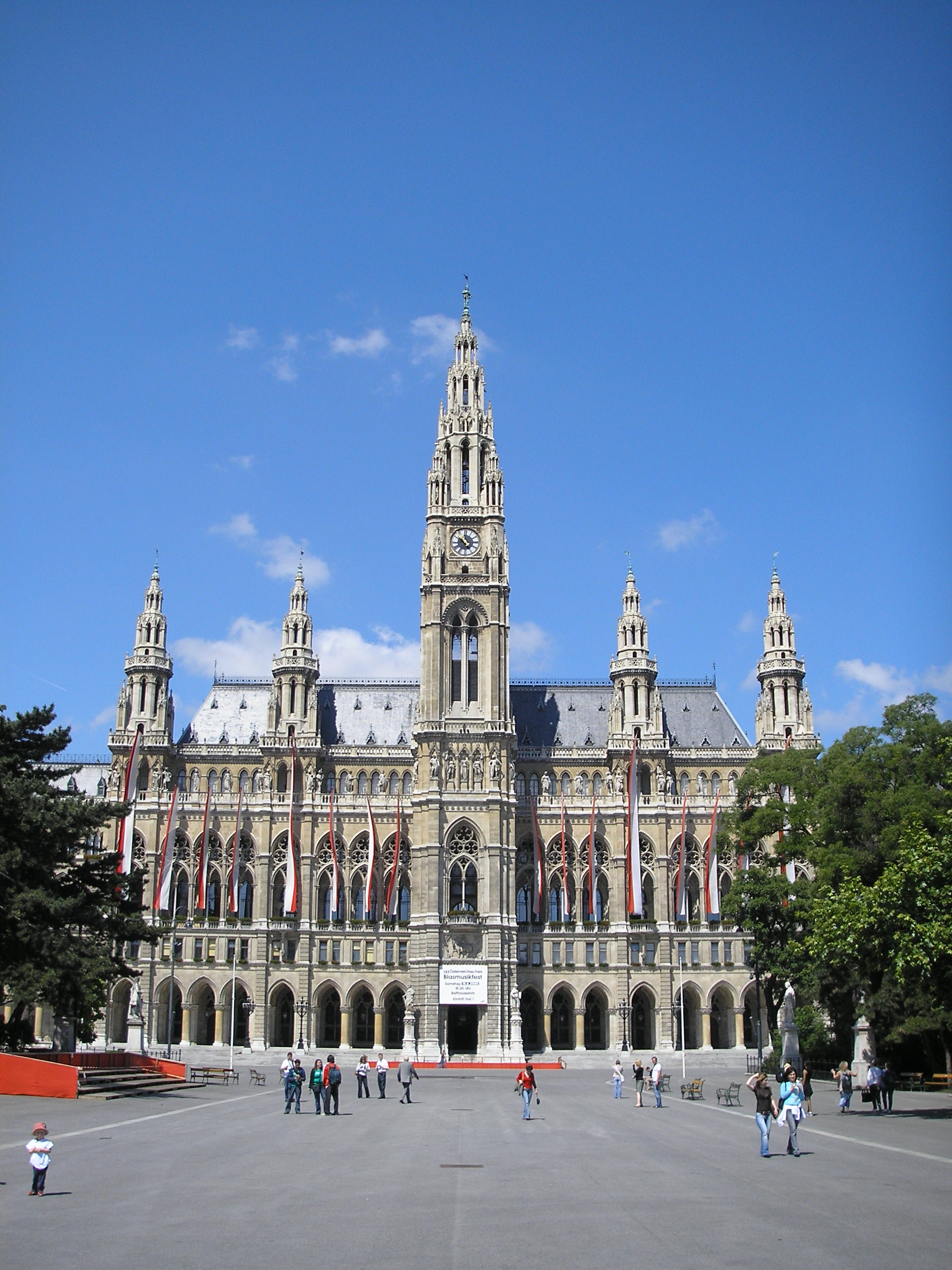
Il Municipio di Vienna.
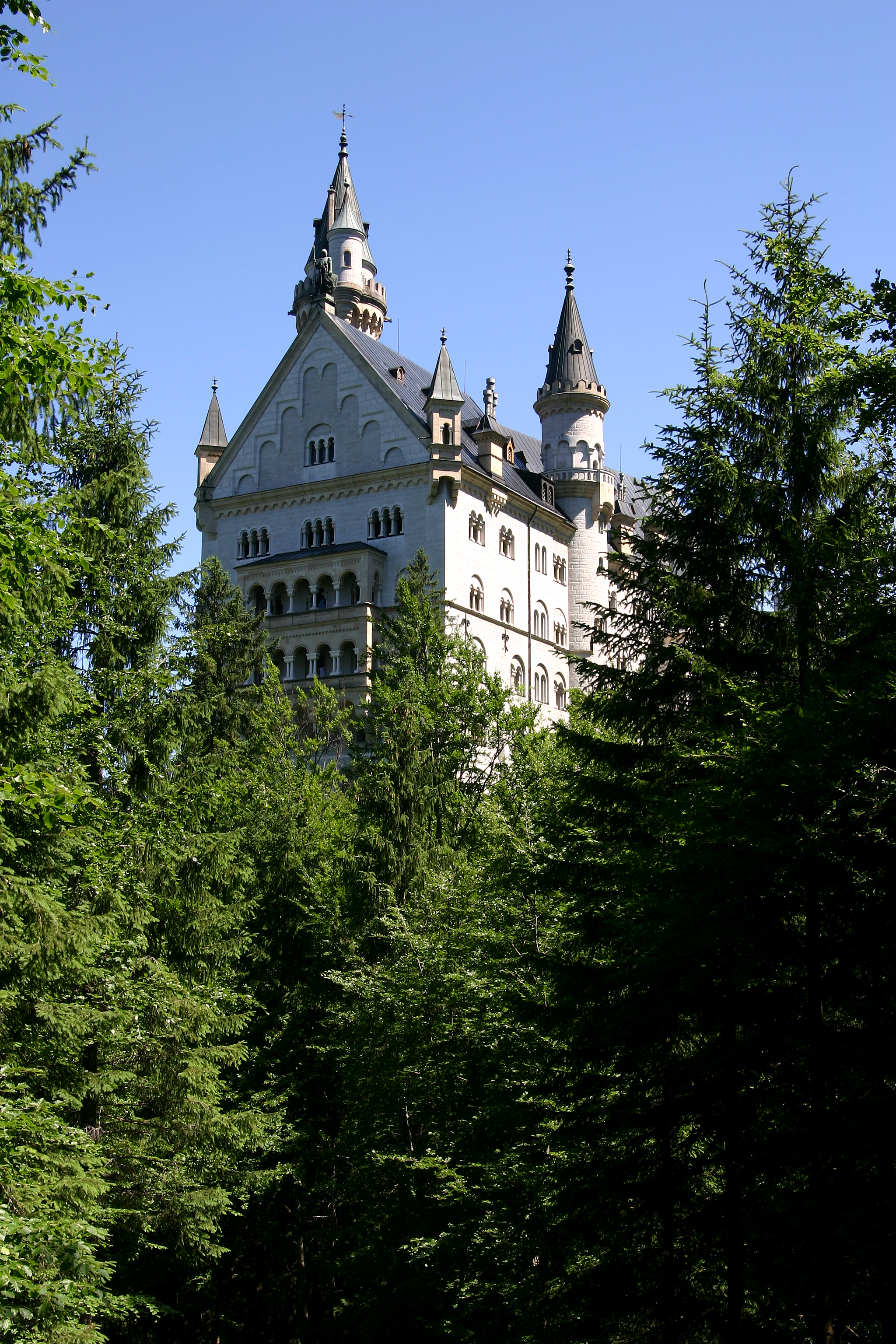
Il Castello di Neuschwanstein in Baviera.
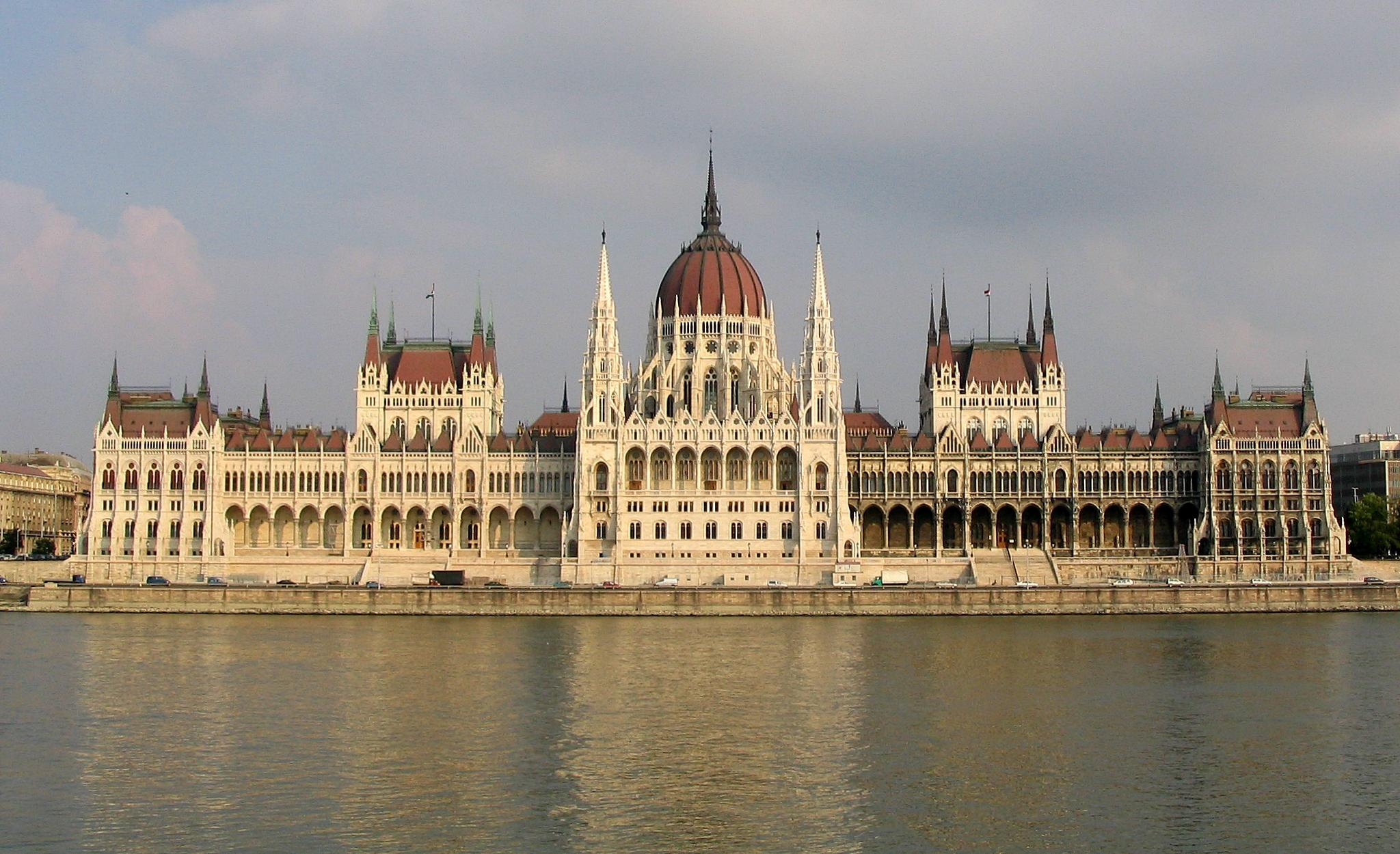
Il Palazzo del Parlamento a Budapest.
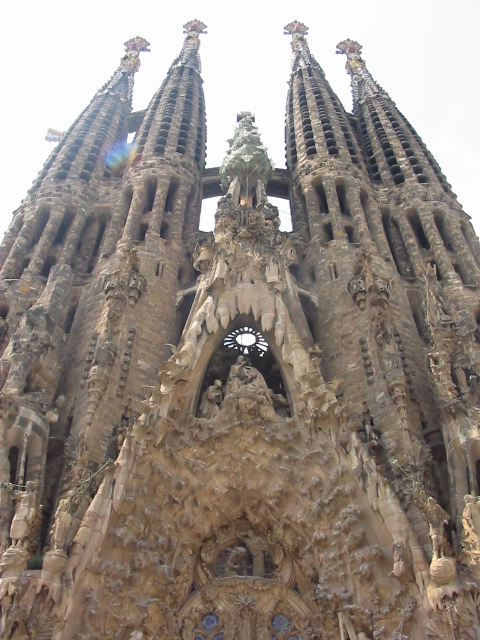
La Sagrada Família di Barcellona.
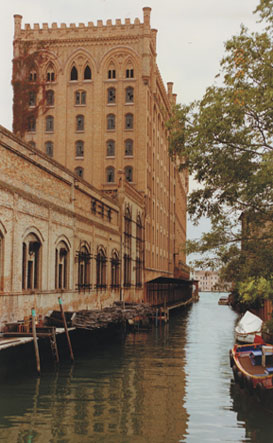
Il Molino Stucky di Venezia.
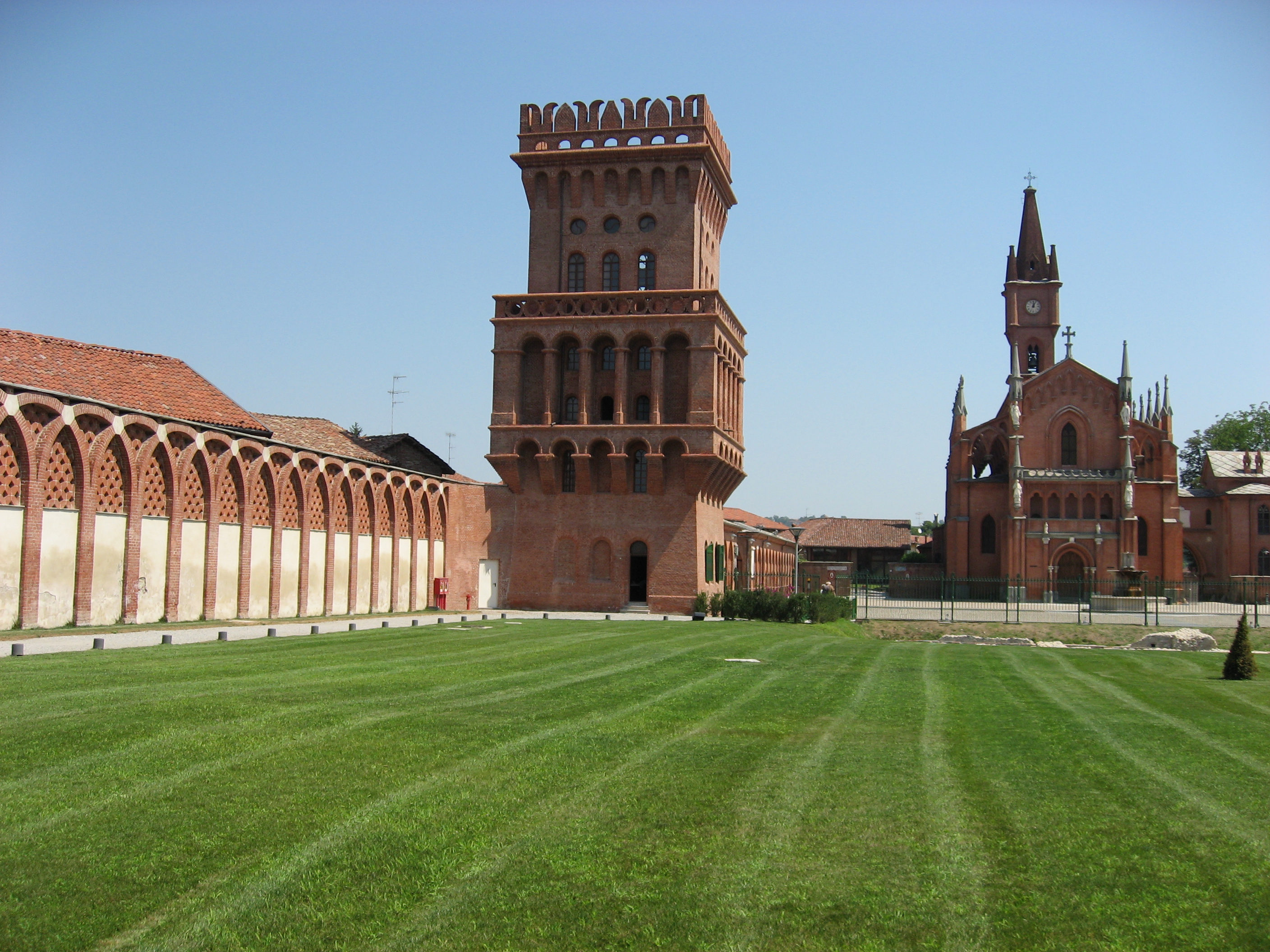
Il Castello di Pollenzo con la chiesa di San Vittore.